# Maria Callas
Maria Callas, pseudonimo di Maria Anna Cecilia Sofia Kalogeropoulou (in greco Μαρία Άννα Καικιλία Σοφία Καλογεροπούλου?, /maˈri.a ˈana ceciˈli.a soˈfi.a kaloʝeroˈpulu/; New York, 2 dicembre 1923 – Parigi, 16 settembre 1977), è stata un soprano statunitense di origine greca, naturalizzata italiana e successivamente greca.
Dotata di una voce dal timbro omogeneo e di grande volume, Maria Callas ne sviluppò un magistrale controllo nonché una notevole estensione ed agilità, grazie alla formazione belcantistica ricevuta dal soprano Elvira de Hidalgo. Unito alla grande musicalità e natura drammatica, questo forte bagaglio tecnico la rese artefice della riscoperta del repertorio italiano della prima metà dell'Ottocento insieme ai direttori Tullio Serafin, Antonino Votto e Nicola Rescigno, in particolare di Vincenzo Bellini e Gaetano Donizetti. In seguito alle storiche riprese dei ruoli scritti per Maria Malibran e Giuditta Pasta, la critica reintrodusse il termine soprano drammatico d'agilità. Si ricordano Armida e Il turco in Italia di Rossini, Il pirata di Bellini, Anna Bolena di Donizetti, Alceste e Ifigenia in Tauride di Gluck, La Vestale di Spontini, Macbeth di Verdi, Medea di Cherubini, spesso celebrate come esecuzioni storiche dalla critica.
Il successo artistico e la successiva esposizione mediatica dovuta alle frequentazioni sociali extra-teatrali hanno costruito un mito attorno alla sua figura, attribuendole l'appellativo "Divina".

## Il nome e la controversa data di nascita
Il nome all'anagrafe è Sofia Cecilia Kalos, mentre il nome di battesimo, per esteso, è Anna Maria Cecilia Sofia Kalogeropoulou (in greco: Άννα Μαρία Καικιλία Σοφία Καλογεροπούλου). Il cognome originario del padre, Kalogeropoulos (Καλογερόπουλος /kaloʝeˈrɔpulos/) – Καλογεροπούλου /kaloʝeroˈpulu/ è il genitivo usato per le donne – fu da questi semplificato dapprima in Kalos al suo arrivo negli USA, dopodiché diventò Callas.
Per quanto riguarda la data di nascita, ci sono state diverse incertezze tra il 2, il 3 e il 4 dicembre, dipendenti probabilmente da un lapsus memoriae della madre. L'atto di nascita riporta il 3, il passaporto il 2, mentre sia la madre sia lei concordavano sul 4, data di cui Callas non era sicura ma che prediligeva perché giorno di Santa Barbara, santa pugnace e combattiva che sentiva a sé congeniale. Oggi è assodato che la data esatta è il 2 dicembre. Maria Di Stefano (moglie del tenore Giuseppe Di Stefano, nel suo libro Callas, nemica mia) racconta di una cena organizzata il 2 dicembre 1972 per festeggiare il compleanno della cantante.

## Biografia

### L'infanzia negli Stati Uniti d'America (1923-1937)
I suoi genitori, Geōrgios Kalogeropoulos (1881-1972) ed Evangelia Dimitriadou (1894-1982), si conobbero all'università dove entrambi studiavano farmacia. Il padre era originario del Peloponneso ed era di estrazione modesta. Evangelia Dimitriadou proveniva invece da una famiglia abbastanza benestante: i suoi genitori, di ascendenza greca, si erano trasferiti da Istanbul a Stylis, per poi stabilirsi ad Atene. Nella società greca dell'epoca aveva una certa importanza il fatto che i Dimitriadis fossero una famiglia di tradizioni militari. Il matrimonio era insomma, almeno in parte, male assortito e sarebbe stato motivo di frustrazione soprattutto per Evangelia Dimitriadou. Si sposarono nel 1916, stabilendosi a Meligala. Nel giugno del 1917 nacque la primogenita, Iakinthi, in seguito detta "Jackie". Nel 1919 nacque l'unico figlio maschio, Vasili, che però morì nel 1923, vittima di un'epidemia di tifo. Questa perdita lasciò tracce profonde soprattutto nella madre e fu alla base della scelta di trasferirsi negli Stati Uniti d'America, dove i coniugi sbarcarono il 2 agosto 1923, trasferendosi in un appartamento di Long Island e dove Geōrgios Kalogeropoulos trovò lavoro nel settore farmaceutico.
Maria, concepita in Grecia, nacque al Flower Hospital di New York il 2 dicembre 1923. Il padre aveva già cambiato all'anagrafe il suo cognome da Kalogeropoulos in Kalos e poi in Callas, tuttavia sulla carta di identità italiana della cantante al momento del suo matrimonio a Verona apparve "Kalòs". Si dice che la madre, che avrebbe voluto un maschio e lo avrebbe battezzato nuovamente Vasili, come il fratellino morto, si rifiutò per quattro giorni di vederla ed esitò a lungo prima di trovarle un nome. La bambina, eccezionalmente robusta, pesava più di sei chilogrammi alla nascita, sempre secondo le fantasiose reminiscenze della madre, raccolte da giornalisti statunitensi dell'epoca, abbastanza privi di scrupoli.
Come da tradizione greco-ortodossa la bambina venne battezzata a tre anni d'età, nel 1926, presso la chiesa greco-ortodossa di New York. A quest'età, sempre stando ai racconti di Evangelia, sembrava già ben avviata alla carriera musicale: a tre anni ascoltava arie d'opera grazie alla pianola del padre e della madre, a quattro cominciò a mettere assieme le prime melodie al pianoforte. Sempre nel libro My daughter Maria Callas, Evangelia Dimitriadou sostenne che, a quattro anni, la piccola Maria, cantando ignara alla finestra della sua camera, avesse addirittura costretto gli automobilisti a fermarsi ad ascoltarla incantati, bloccando il traffico.
Nel 1928, sfuggita al controllo della madre, la piccola Maria tentò di raggiungere la sorella Iakinthi, intravista dall'altra parte della strada, attraversandola di corsa, ma un'automobile la colpì in pieno, trascinandola sotto le ruote per molti metri prima di riuscire a fermarsi. Trasportata subito all'ospedale di St. Elizabeth, uscì dal coma solo dopo 22 giorni. Questo fu un fatto al quale sia Maria che la madre attribuirono molta importanza. Maria confessò a Eugenio Gara che durante il lungo stato d'incoscienza strane musiche le ronzavano nelle orecchie. La madre sostenne che dopo l'incidente Maria sviluppò una personalità completamente diversa e fece risalire il "cattivo carattere", in seguito famoso nel mondo, umbratile, ostinato e ribelle, proprio a questa circostanza.
Nel 1929 il padre aprì una farmacia a Manhattan. La famiglia viveva con un certo decoro, risentendo limitatamente del crollo di Wall Street, grazie soprattutto all'intraprendenza paterna. Callas seguì una brillante carriera scolastica e, parallelamente, dal 1931 iniziò a prendere lezioni di canto sotto la guida di un'ignota "signorina Sandrina", che fu l'artefice della sua prima impostazione vocale, e anche lezioni di pianoforte. A proposito di questa prima formazione, nonostante le sue notazioni in merito siano state molto laconiche, Maria ebbe modo di mettere in luce il fatto che già in questa primissima fase qualcosa la portava a quella sorta di "sincretismo" tra scuole nazionali di cui la sua voce sarà il risultato. La signorina Sandrina infatti le insegnava sia il metodo italiano sia quello francese, che consisteva nel far passare la voce dal naso, forzando in modo disastroso l'organo. Proprio come ricorderà più avanti la stessa Callas, lei aveva già preso l'abitudine di alternare arie molto diverse, per esempio la Habanera dalla Carmen di Georges Bizet e Io son Titania, dalla Mignon di Ambroise Thomas: un'aria di mezzosoprano e una di soprano di coloratura.

### La permanenza in Grecia (1937-1945)
Nel 1937 la famiglia si divise, e la madre con Maria e la sorella Iakinthi decisero di tornare in Grecia. 
Una volta trasferitesi ad Atene, Maria fu ammessa al conservatorio dove si diplomò in canto, pianoforte e lingue, studiando con il soprano italiano Maria Trivella (che le diede anche le prime lezioni di francese), forse prima scopritrice del suo registro acuto facilissimo, ma ancora senza quelle note gravi che sarebbero divenute tipiche della sua particolare estensione vocale. Per lezioni di pianoforte ci fu la maestra Hevi Pana. L'audizione del 1937 prevedeva laHabanera dalla Carmen e La Paloma. L'11 aprile 1938 partecipò a un saggio con altri studenti e cantò arie da Il franco cacciatore di Weber, La regina di Saba di Gounod e il duetto d'amore dalla Madama Butterfly. A seguito di altre audizioni e piccoli concerti, il 2 aprile 1939, a soli 15 anni, arrivò il suo primo ruolo da primadonna: Santuzza in Cavalleria rusticana di Pietro Mascagni, che le valse il premio che il conservatorio mise in palio. Cominciò così la prima fase di una precocissima carriera che le farà guadagnare l'appellativo di "Divina".
Nel 1939 continuò a cantare soprattutto arie e duetti del repertorio lirico-spinto italiano: Aida, Un ballo in maschera, Cavalleria rusticana, fino all'audizione davanti alla celebre Elvira de Hidalgo, soprano di coloratura che si trovava bloccata in Grecia per ragioni private, nel mese di settembre, con Mare, grande mar, dall'Oberon di Weber. La guida della De Hidalgo determinò subito una svolta anche verso un altro repertorio, con lo studio di arie e duetti da Norma e Il trovatore, ma nel 1940 l'altro ruolo completo fu di tipo lirico-drammatico, con Suor Angelica di Puccini, e così via: da quell'epoca, Maria Callas inserì sempre arie virtuosistiche nei suoi programmi (Bel raggio lusinghier, dalla Semiramide di Rossini, appare già in un programma del 1942) per tenere la voce "leggera", secondo, sembra, i precetti della maestra.

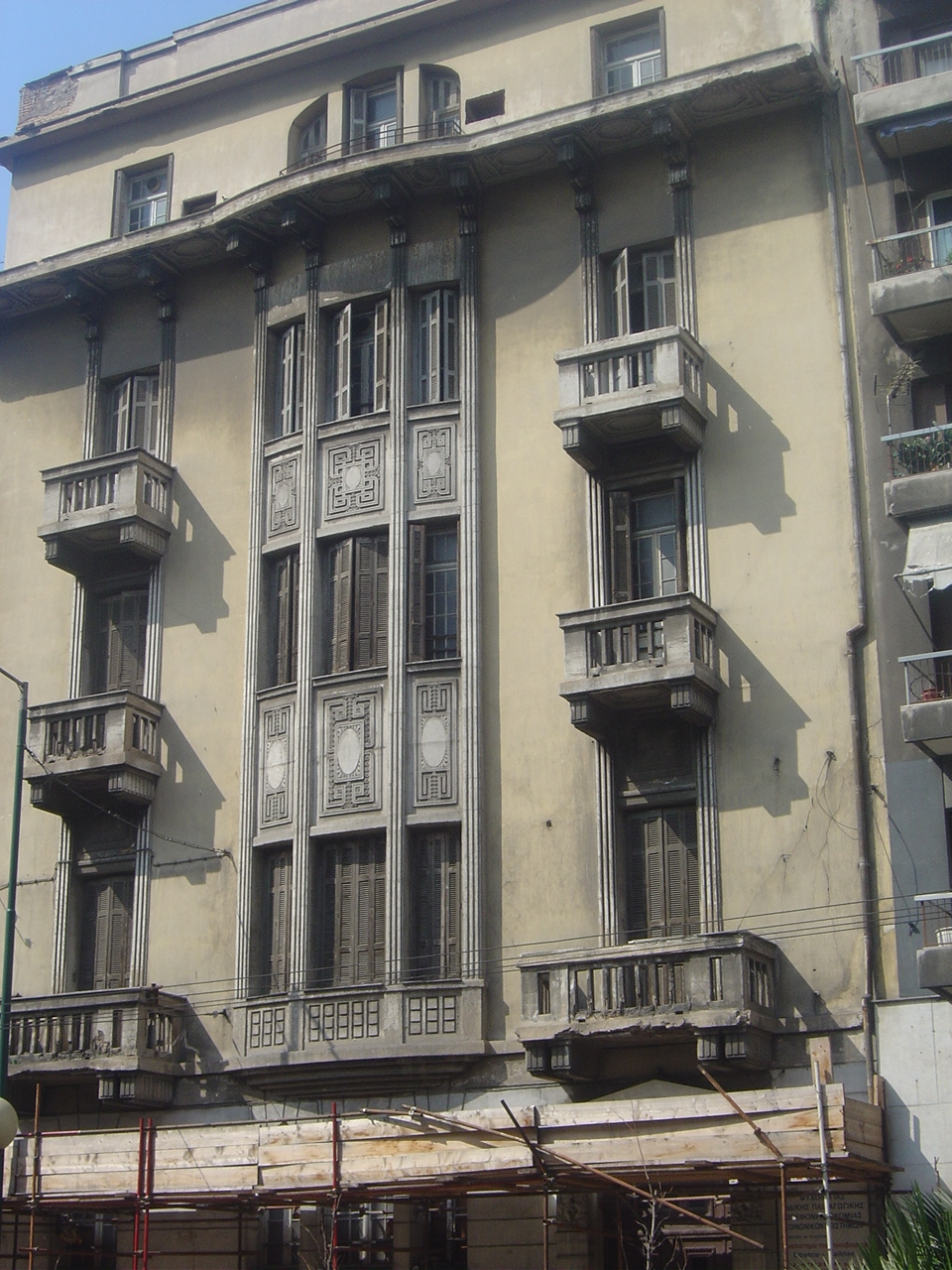
Il palazzo di Atene in cui Maria Callas visse dal 1937 al 1945 con la madre e la sorella

Nonostante lo scoppio della seconda guerra mondiale, le esibizioni di Callas si susseguirono in un crescendo di interpretazioni, preparate in condizioni precarie ma con molto scrupolo e precisione per l'ambiente musicale greco-tedesco: le musiche di scena di Il mercante di Venezia al Teatro Reale di Atene, fu Beatrice in Boccaccio di Franz von Suppé al Palais Cinéma; dal 1941 fino al 1945 interpretò Floria Tosca nella ripresa all'Opera Nazionale Greca di Atene di Tosca di Giacomo Puccini, Cavalleria rusticana, Fidelio, Der Bettelstudent (Il principe studente di Millöcker), la sua unica interpretazione (Smaragda, 1943 e 1944) di un'opera contemporanea, O protomastoras (Il capomastro, di Manolis Kalomiris, da un dramma di Nikos Kazantzakis) e Tiefland di Eugen d'Albert. Il momento più internazionale, tutt'altro che trascurabile per la sua preparazione tecnica e drammatica, fu decisamente il Fidelio di Beethoven, studiato con Irma Kolassi, del quale Maria aveva già cantato l'aria principale, la lunga e famosa "Abscheulicher" in almeno due concerti dell'anno precedente.
L'Arena di Erode Attico, come gli altri più importanti organismi di Atene, erano al momento in mano all'occupante nazista. Maria, diplomata in italiano, spagnolo e francese, non conosceva il tedesco ma lo studiò appositamente con insegnanti greci, evitando accuratamente di venire in contatto con i tedeschi occupanti. Grazie alla sua lettura, le dodici rappresentazioni estive del dramma beethoveniano della libertà acquisirono, in un clima di tensione, nel teatro all'aperto, una notevole valenza allusiva alle condizioni di allora della Grecia, pur non risparmiandole da parte di alcuni colleghi accuse di collaborazionismo per aver cantato sotto una direzione tedesca. Numerose sono le testimonianze di conoscenti circa la condotta di Callas negli anni della guerra, durante i quali si impegnò a mantenere sé e la famiglia con i più disparati mestieri, adeguandosi pure a cantare in tutti i locali, anche di infimo ordine come il postribolo di piazza Omonoia e svolgendo nel frattempo lavori pesanti, oppure lavorando per un certo periodo come interprete presso l'ambasciata inglese.
Musicalmente, sono assai interessanti i numerosi concerti tenuti a Salonicco nel 1945, dove oltre alle arie tradizionali e ai canti popolari greci alternò alcuni brani, all'epoca di raro ascolto, di quello che sarà poi il suo repertorio più tipico, di drammatico-coloratura. Un aneddoto non verificabile vuole che Callas abbia addirittura cantato da sola il duetto Otello-Desdemona, dall'Otello di Rossini, alternandosi nelle due parti sia come soprano sia come tenore.
Dopo la Liberazione, il cambiamento politico dovette far prevedere alla Callas un futuro molto oscuro. Il 3 agosto 1945 tenne l'ultimo concerto ad Atene e nel mese di settembre ben sette recite del Der Bettelstudent di Karl Millöcker, concludendo un settennio intenso del quale purtroppo non ci sono documentazioni sonore. Con all'attivo 7 ruoli principali in 57 recite dal vivo, un ruolo secondario, parti da corista, almeno 7 recitals, 14 concerti e una decina di esami di Conservatorio, nonché un programma trasmesso in diretta da Radio Atene, il 14 settembre 1945 fece ritorno a New York per ricongiungersi al padre e incominciare là una nuova carriera, nonostante la totale disapprovazione della maestra, che le indicava l'Italia come unica possibile meta, nonché patria musicale.

### Il ritorno negli Stati Uniti (1945-1947)
Ritornò quindi a New York, dove visse per quasi due anni, riassumendo il cognome "Callas". La sua decisione fu certamente influenzata dalle durissime condizioni della Grecia coinvolta nel secondo conflitto mondiale e dal desiderio di ritrovare il padre; ma più di tutto contò il consiglio di Elvira de Hidalgo, che l'aveva spinta a raggiungere l'Italia, l'unico paese in cui una cantante con i suoi mezzi poteva trovare una definitiva consacrazione. Tuttavia Maria esitò per lunghi mesi, raggiungendo l'Italia soltanto nel 1947. Nel frattempo, a New York, nel mese di dicembre, ottenne un'audizione al Metropolitan Opera House, ma con risultato negativo; le furono infatti proposti Madama Butterfly e Fidelio; per la prima parte, oltre alla perplessità di sempre nell'affrontare ruoli pucciniani, il soprano si sentiva fisicamente fuori ruolo. Declinò l'offerta del Fidelio perché non si sentiva di cantarlo, come le era stato richiesto, in inglese.
Parallelamente, continuò a studiare canto, perfezionando la sua tecnica. Conobbe il sedicente agente teatrale Eddie Bagarozy. (1901-1967), da cui fu ingaggiata per cantare Turandot a Chicago nel gennaio 1947, con una nuova compagnia che, però, fallì miseramente. La moglie di Bagarozy, il soprano italo-americano Louise Casellotti (1910-1999), sostenne di aver addirittura impartito lezioni di canto a Maria Callas. Quello che è certo è che Bagarozy, che aveva già avuto molti problemi col fisco ed era stato più volte denunciato per frode postale, aveva coinvolto Callas e altri cantanti tra cui Nicola Rossi-Lemeni in un'iniziativa che non sarebbe mai giunta in porto, fuggendo con l'incasso delle prevendite. Maria, forse un po' invaghitasi del truffatore, aveva commesso l'imprudenza di firmare un contratto-capestro che prevedeva il versamento al suo agente del 10% di ciascun proprio incasso futuro. Anni dopo, quando la cantante aveva raggiunto ormai l'apice della carriera e della ricchezza, Bagarozy le intentò causa cercando di far valere quel contratto mai scisso e divenuto una miniera d'oro.
In attesa di scrittura, la giovane cantante si adattò a fare la baby-sitter e in tale veste fu assunta dal direttore d'orchestra italiano Sergio Failoni (1890-1948), giunto a New York con la famiglia, che poi le concesse un'audizione.

### L'arrivo in Italia (1947)
Grazie a Rossi-Lemeni, che nell'immediato dopoguerra aveva già cantato a Verona e a Venezia, e al maestro Failoni, Maria entrò in contatto con Giovanni Zenatello, direttore artistico dell'Arena di Verona, giunto in America per ingaggiare nuove voci per La Gioconda. La Callas accettò la proposta seppur a una cifra bassissima, ma allettata dall'idea di lavorare con Tullio Serafin, Beniamino Gigli ed Ernesto Dominici e di esordire in Italia in un ruolo che finalmente sentiva adatto alla sua voce e al suo fisico.
Il 27 giugno 1947 Maria Callas giunse in nave a Napoli, in compagnia di Rossi-Lemeni e di Louise Caselotti, la moglie dell'agente Eddie Bagarozy per il quale aveva sottoscritto il citato contratto-capestro. Da Napoli si recò in treno a Verona per incominciare le prove. Appena giunta nella città veneta, Callas incontrò Tullio Serafin e Giovanni Battista Meneghini, suo futuro marito, grande appassionato di opera e titolare di una fiorente industria di laterizi. Serafin la indirizzò ad alcuni maestri di canto locali, in particolare Ferruccio Cusinati (1873-1953), che era già maestro di Rossi-Lemeni, per perfezionare la pronuncia e "italianizzare" il suo canto. 
L'esordio al Festival lirico areniano le assicurò una certa visibilità e un certo successo, accompagnato da critiche generalmente favorevoli, che tuttavia non fu sufficiente a spianarle la strada. Più proficui furono da una parte l'ufficializzazione del fidanzamento con Meneghini, che non cessò mai di sostenerla e incoraggiarla, dall'altra la collaborazione con Serafin, che la volle a Roma per insegnarle, nota per nota, la parte di Isotta, con cui la fece esordire alla fine dello stesso anno al Gran Teatro La Fenice di Venezia da lui diretta. Intanto Bagarozy si rifece vivo, dal momento che la carriera della cantante era ormai affermata e ben retribuita, per reclamare i diritti di quel contratto e minacciando di scandalo la coppia Callas-Meneghini rivelando il contenuto di alcune lettere un po' troppo affettuose della stessa Callas scrittegli quando era già fidanzata con Meneghini.

### La consacrazione (1948-1950)
Il debutto a Roma avviene alle Terme di Caracalla nel 1948 con la Turandot. 
In questo primo periodo della sua carriera italiana Maria, nel frattempo seguìta e molto spesso diretta da Tullio Serafin, venne confinata in un repertorio non congeniale, basato su ruoli wagneriani, che lei amava molto ma che non rivelavano tutte le sue potenzialità come La Valchiria, Parsifal, Tristano e Isotta, e su Turandot e Aida, eseguiti in molte città italiane con grande e quasi unanime successo di pubblico e di critica.
La svolta della carriera avvenne in modo del tutto fortuito: il 19 gennaio 1949 fu convinta all'ultimo momento a sostituire il soprano Margherita Carosio, indisposta, nel ruolo di Elvira ne I puritani. Fu un successo memorabile. In realtà Maria usava da sempre la cabaletta dei Puritani come vocalizzo e sembra che fece di tutto per farla sentire alla moglie del direttore Serafin, che convinse poi il marito alla sensazionale sostituzione. L'elasticità dell'organo vocale rimase una caratteristica degli anni d'oro; tuttavia già nel 1958, quando il Metropolitan le propose La traviata e il Macbeth insieme, Maria rifiutò le condizioni del contratto e dichiarò che la sua voce "non era un ascensore che poteva andare su e giù a comando". Il 1949 fu anche l'anno delle prime testimonianze discografiche della voce di Maria Callas, registrata sia in maniera ufficiale sia pirata: le due arie più importanti (con rispettive cabalette, ma senza interventi corali) da Norma e I puritani, e la morte di Isotta (dal Tristano e Isotta di Richard Wagner, in italiano), vennero incise per la Fonit Cetra a Torino sotto la direzione di Arturo Basile, mentre la registrazione di un'intera recita del Nabucco, diretto da Vittorio Gui e con Gino Bechi nella parte del protagonista, data al San Carlo di Napoli nel dicembre dello stesso anno, ci ha restituito la sua Abigaille.

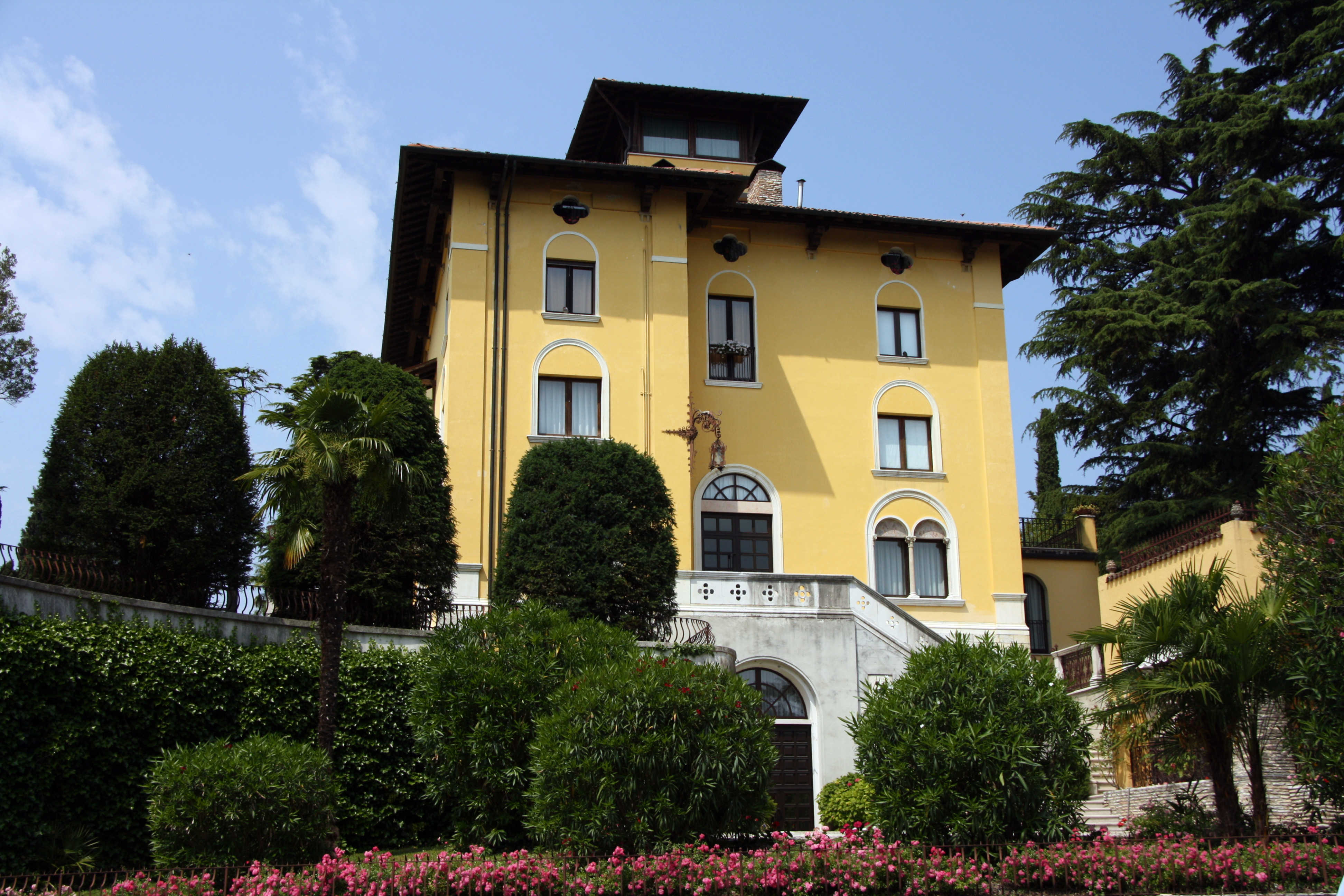
La villa a Sirmione dove Callas visse con Giovanni Battista Meneghini tra il 1950 e il 1959

 Dopo una corte molto intensa, accettò di sposare Meneghini, sebbene fosse molto più anziano di lei, senza però convertirsi al cattolicesimo; il matrimonio, tra il civile e il religioso, venne celebrato il 21 aprile 1949 nella sagrestia della chiesa di San Fermo minore di Brà dei Padri Filippini di Verona con la sola presenza della madre di Meneghini. Dopo il matrimonio Meneghini lasciò la guida della sua azienda, dedicandosi da quel momento in poi unicamente alla carriera della moglie, naturalizzata italiana come Sofia Cecilia Kalos, in qualità di suo agente.

### Il debutto alla Scala (1951)
All'inizio il suo approccio con la dirigenza del Teatro alla Scala di Milano fu molto difficile. Senza particolari conoscenze ed essendo stretta collaboratrice di Tullio Serafin, che non era molto amato, le sue grandi doti vocali, seppur riconosciute, non interessavano. 
Senza un necessario inserimento nel giusto contesto artistico della ripresa post-bellica, l'unica occasione per esibirsi alla Scala fu un'Aida nel 1950 in sostituzione di Renata Tebaldi. Callas fu accolta con molta perplessità per via della sua resa scenica e dell'inedito timbro vocale definito "metallico". Da notare una certa ostilità precostituita della critica, soprattutto da parte di Teodoro Celli, che tuttavia in brevissimo tempo divenne uno dei suoi più grandi e consapevoli estimatori. Sovrintendente del teatro era allora Antonio Ghiringhelli (1906-1979) e il direttore artistico Victor de Sabata. Colleghi come Mario Del Monaco e Giuseppe Di Stefano, con lei coinvolti nelle trionfali tournée sudamericane, riuscirono a far breccia. Le tensioni con Antonio Ghiringhelli, che aveva pianificato il periodo della propria sovrintendenza sul cosiddetto "star system", che avrebbe dovuto avere come punte di diamante Renata Tebaldi, Mario Del Monaco, Giulietta Simionato ed Ettore Bastianini, tutti cantanti sotto contratto con la Decca Records di Londra e diretta rivale della EMI, non sarebbero mai cessate, anche se il sovrintendente capì ben presto che Maria Callas poteva attirare alla Scala molto più pubblico e molta stampa. La Callas riuscì a fare della sua permanenza al Teatro alla Scala un "periodo d'oro", collaborando con Del Monaco, Di Stefano, la Barbieri, Bastianini, Tito Gobbi e la Simionato, che divenne sua grandissima amica. 
Tebaldi, sentendosi tradita, soprattutto dopo la Medea presentata nel 1953 con protagonista la Callas, tre giorni dopo la serata inaugurale con La Wally da lei interpretata, preferì trasferirsi negli Stati Uniti e ricrearsi un proprio spazio, mossa che non impedì l'accendersi di una sorta di rivalità a distanza, anche se fomentata e talvolta esasperata dalla stampa.

### Gli anni d'oro: 1951-1957
Con l'arrivo alla Scala cominciò così la fase più sfolgorante della sua carriera. Callas si trasferì a Milano e inaugurò la stagione lirica del celebre teatro milanese nel dicembre del 1951, dove trionfò nel ruolo de "la duchessa Elena" ne I vespri siciliani, continuando a mietere grandi successi interpretando le più grandi figure femminili della lirica: da Norma e Costanza ne Il ratto dal serraglio nel 1952, a Lady Macbeth nell'apertura della stagione 1952-1953, Gioconda nella stessa stagione, Leonora ne Il trovatore nel 1953, Medea, diretta da Leonard Bernstein nella stagione 1953-1954, Lucia di Lammermoor, diretta da Herbert von Karajan nel 1954, Alceste e Violetta ne La traviata, diretta da Carlo Maria Giulini nel 1955.

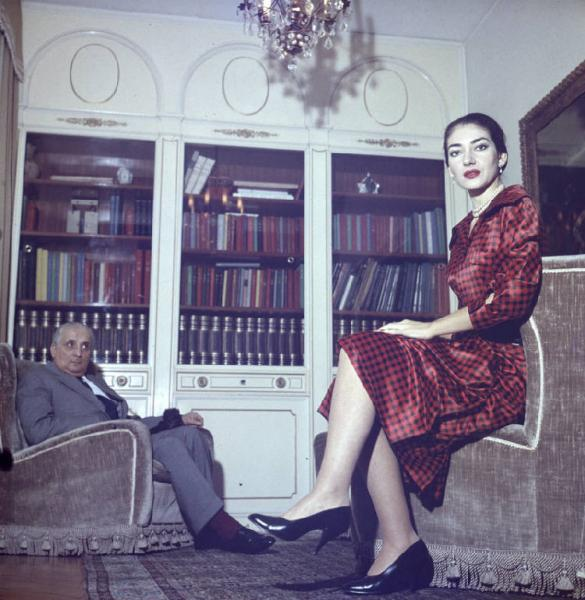
Maria Callas con il marito Giovanni Battista Meneghini nella loro casa milanese di via Buonarroti 40, fotografia di Federico Patellani, 1957

Nel 1953 affrontò per la prima volta, al Maggio Musicale Fiorentino, la Medea di Luigi Cherubini, ripresa qualche mese dopo al Teatro alla Scala. Nessuna ripresa di quest'opera più aderente all'originale cherubiniano destò altrettanta impressione. Nel 1956 esordì al Metropolitan Opera House di New York nel ruolo di Norma. Si esibì inoltre in tournée in prestigiosi teatri, quali la Civic Opera di Chicago, il Covent Garden di Londra.
Si aprì così anche la strada della discografia: dopo la Cetra, che le fece incidere una memorabile Gioconda (1952) e una Traviata (1953), fu la EMI-Voce del Padrone che le offrì un contratto, grazie al direttore artistico Walter Legge, marito di Elisabeth Schwarzkopf, sua grandissima estimatrice. Legge ha lasciato scritto che proprio mentre si recava ad ascoltarla per la prima volta al Teatro dell'Opera di Roma, la moglie la sentì per radio, e asserì che non aveva mai sentito una coloratura così strabiliante. È anche vero che i due coniugi dettero molti consigli alla giovane Callas, in particolare sul vizio di aspirare le agilità, che Callas fece suoi in brevissimo tempo; tuttavia la loro competenza poteva anche creare dei complessi, come quando Legge ironizzò sulle note oscillanti de La forza del destino. In ogni modo Maria cominciò a incidere una serie nutritissima di opere, tra cui Lucia di Lammermoor di Donizetti, Norma, Tosca, Manon Lescaut, La sonnambula; la casa discografica non si distinse però per coraggio e lungimiranza, preferendo farle incidere opere molto note al grande pubblico e lasciando fuori alcune riscoperte che sono state rivalutate solo grazie alle registrazioni pirata: Medea, Armida, I vespri siciliani, Anna Bolena, Il pirata, Alceste. Unica eccezione fu Il turco in Italia di Gioachino Rossini, incisa nel 1954, rarissima a quei tempi e che Maria Callas aveva già riscoperto nel 1950 a Roma, grazie all'iniziativa di un'associazione artistico-musicale, L'Amfiparnaso, di cui faceva parte anche Luchino Visconti.

### La "trasformazione"

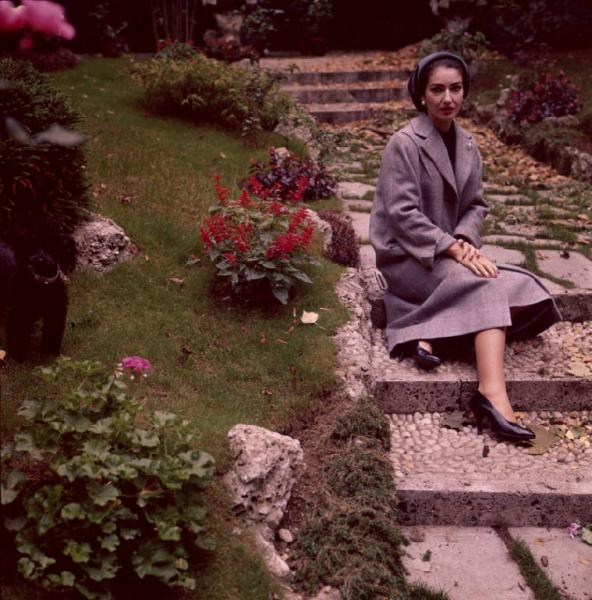
Maria Callas nel giardino della sua casa milanese di via Buonarroti 40, fotografia di Federico Patellani, 1957

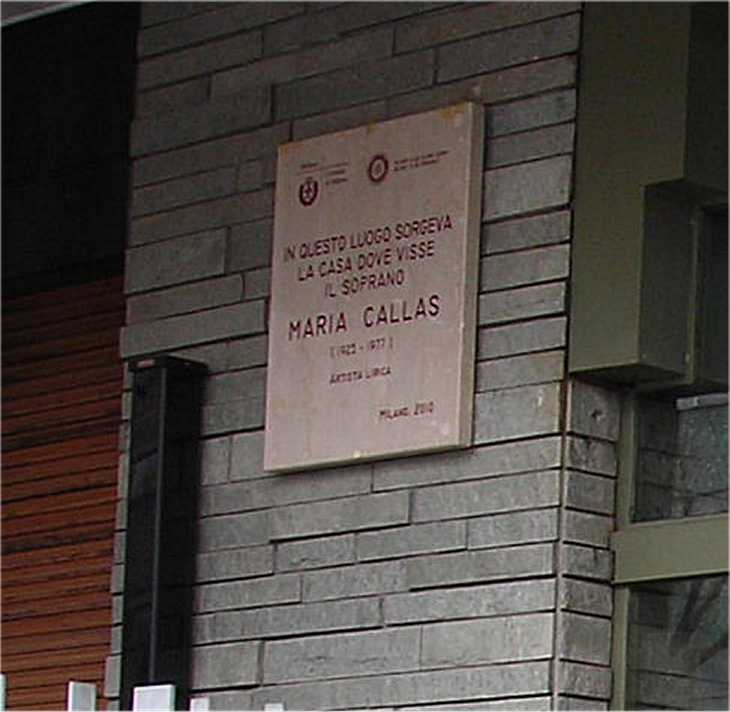
Lapide ricordo casa milanese della Callas via Buonarroti 38 (ex nr. 40, la villetta fu demolita per fare posto ad un condominio) foto 2010

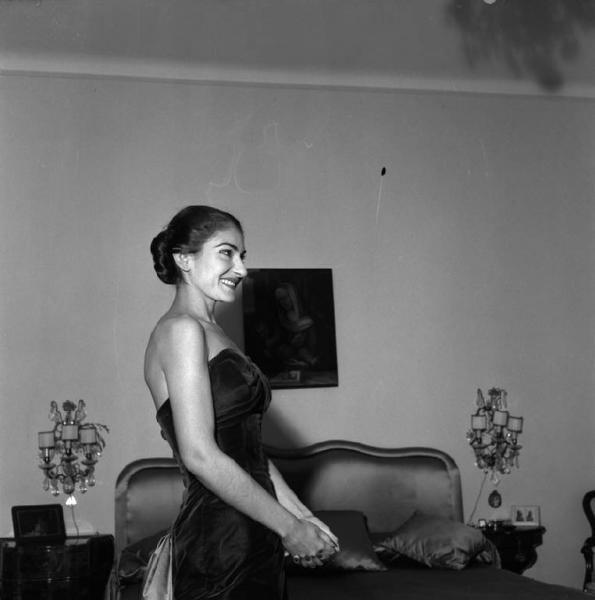
Ritratto di profilo di Maria Callas, fotografia di Federico Patellani, 1957

È noto come tra il 1952 e il 1954 la cantante perse 36 chili di peso. Callas compilò anche un calendario, con sette opere interpretate in quegli anni, ponendo accanto alla data dell'esibizione la cifra del suo peso: Gioconda alla Scala del 1952 (92 kg), Aida all'Arena di Verona (87 kg), Norma di Trieste del 1953 (80 kg), Medea alla Scala del dicembre 1953 (78 kg), Lucia del gennaio successivo (75 kg), quindi Alceste (65 kg) e Don Carlo (64 kg) nella stessa stagione. Ma successivamente calò ancora, e nel biennio 1955–1957 arrivò a sfiorare anche i 54 kg. Si sono fatte molte supposizioni sui metodi impiegati, fino alla leggenda di un uovo di verme solitario ingerito volontariamente. In realtà una dieta a base di carne e verdura le modificò il metabolismo, poi molto movimento e il superlavoro fecero il resto; bisogna anche aggiungere che non partiva da una figura obesa, ma semplicemente da un forte sovrappeso distribuito su un'altezza di 172 cm. Acquisì in questo modo una nuova leggiadria scenica, al prezzo della perdita di potenza e di varie coloriture della sua estensione vocale.
Più che la dieta, tuttavia, fu il modello preso da Callas a destare impressione: l'attrice Audrey Hepburn, vista in Vacanze romane, era quanto di più lontano dalla corporatura e dai tratti fortemente marcati della greca si potesse immaginare. Frangia, chignon, trucco, espressione, camicette a fiori, foulard, gonne ampie e vita strettissima, l'imitazione era smaccata. La figura di Maria cambiò così drasticamente da renderla "un'altra donna", come disse Carlo Maria Giulini il quale non rispose al suo saluto quando la incrociò al Teatro alla Scala nel 1954, nonostante avesse già lavorato con lei negli anni passati.
Si parlò di "trasformazione di Callas", ma rilevantissime furono le conseguenze sull'arte scenica, che Maria portò ad altezze inimmaginabili. Libera e fluida nei movimenti, in condizioni di salute sufficientemente buone, riconcepì le sue creazioni in senso coreografico, imponendo un modello di recitazione fortemente espressionistico, dalla gestualità nervosa. L'amico critico musicale Andre Tubeuf (1930-2021) sosteneva che, a differenza di altre cantanti bravissime che però cantavano da un lato e recitavano dall'altro, in lei canto e recitazione erano qualcosa di assolutamente integrato, difficile da descrivere.
Il suo modo di cantare, già forte di una capacità di fraseggio unica, si perfezionò e si arricchì ulteriormente in fatto di morbidezza, legato e colore, sfumature, e raggiunse livelli notevolissimi; con i capelli schiariti e una linea da indossatrice (era alta 1,72 m) cantò Norma, La traviata e Lucia di Lammermoor a Chicago nel novembre 1954: era la prima volta che tornava in patria dopo il 1947, e gli americani, dal pubblico ai critici, si inginocchiarono di fronte a una cantante diversa da tutte le altre. A dicembre 1954, a Milano, inaugurò la stagione lirica con La Vestale, e quindi a New York nel 1956 ove cantò Norma, Tosca e di nuovo Lucia di Lammermoor. Ma fu nella Traviata che la sua figura scenico-vocale giunse al vertice più alto: ancora in possesso dei suoi mezzi, Maria dette a Violetta non solo il fisico e le espressioni sbarazzine della Hepburn, ma anche le pose tragiche della Duse e le espressioni della Garbo. Ma anche la smania mondana cominciò a crescere. Per la sua immagine di tutti i giorni si affidò alla stilista italiana Biki, con la quale incominciò una collaborazione che andò poi al di là della semplice fornitura di abiti, e che contribuì alla creazione di un'immagine sofisticata ed elegante, perfettamente calata nei salotti milanesi degli anni cinquanta. I salotti e i ristoranti diventarono un tutt'uno col teatro, ma uno star-system di stampo cinematografico, molto tipico di quegli anni, stava per tenderle una trappola fatale.
È vero che quasi tutte le sue serate scaligere, a partire dalla memorabile riesumazione del Macbeth (1952), risultarono in parte contrastate. Agli applausi si potevano mescolare fischi e dissensi rabbiosi, in particolare per sottolineare un virtuosismo troppo esibito, o alcune note fortemente oscillanti, o ancora alcuni colori troppo aspri e soffocati (nella scena del sonnambulismo del Macbeth, alla fine della quale è ancora possibile udire i fischi di una parte del pubblico). Più legato a fattori di fanatismo tebaldiano sembra invece l'episodio dei ravanelli, lanciati insieme ai mazzi di fiori al termine di una ripresa di Traviata, che lei, miope, raccolse senza vedere bene sulle prime cosa fossero, e che poi mostrò al pubblico tra il trionfo generale.

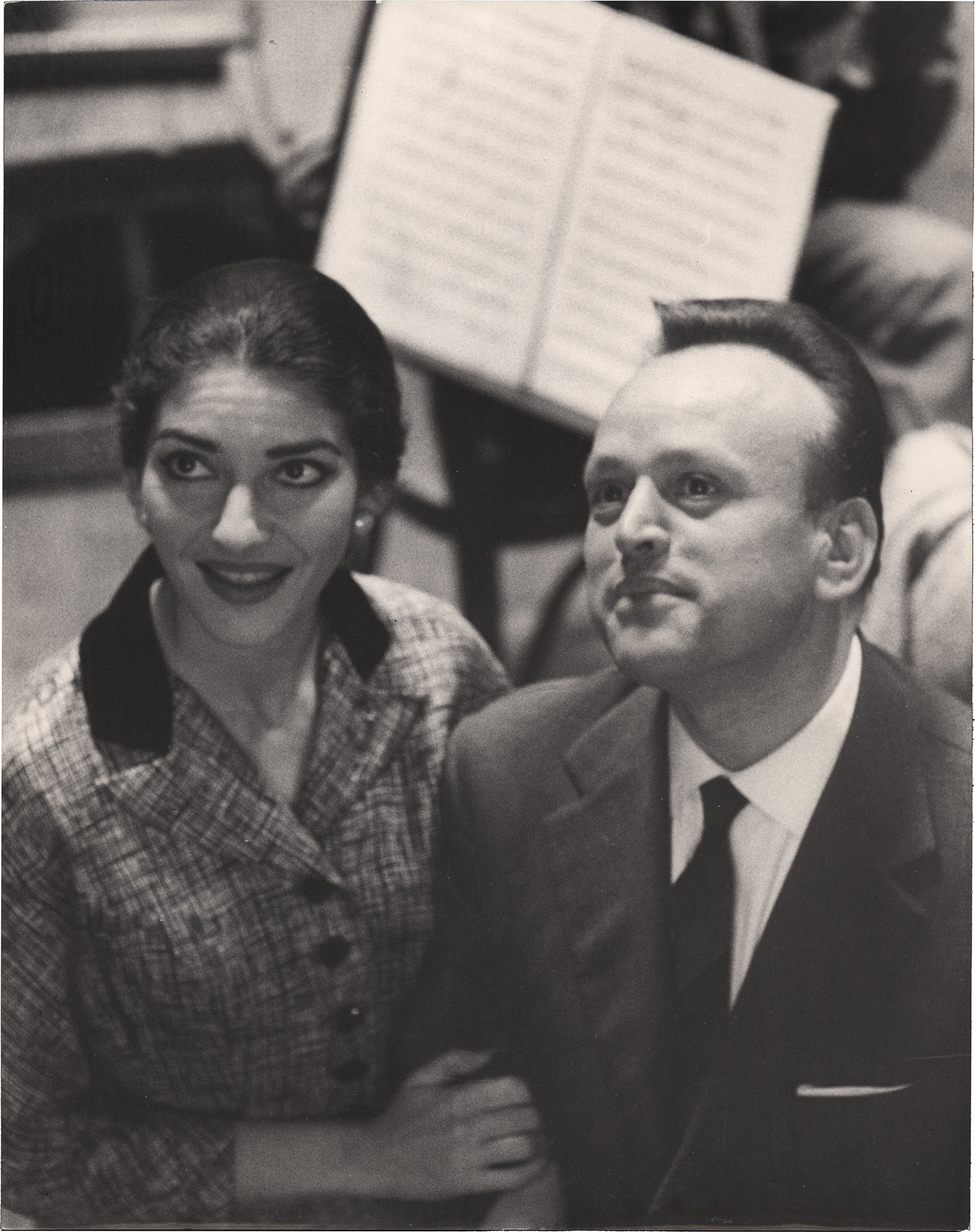
Ritratto di Maria Callas, Mirto Picchi. Foto di Carlo Cisventi, Milano, 1957.

Tuttavia la maggioranza del pubblico scaligero era decisamente sempre con lei, e alcune ovazioni, come al termine del "D'amor sull'ali rosee" de Il trovatore, della scena della pazzia di Lucia, e soprattutto dell'"Al dolce guidami castel natio" dell'Anna Bolena, interrotto dalle grida di "Divina!" addirittura a poche note dalla fine, fanno ancora oggi capire perché per lungo tempo, dopo la sua morte, si parlò di "vedovi-Callas". Per non parlare del trionfo riservatole fuori dal teatro sia dopo la ripresa di Anna Bolena del 1958 nel Teatro alla Scala di Milano, con la Simionato, Cesare Siepi e Rossi-Lemeni, dopo il gelo in sala dovuto agli echi dello scandalo di Roma, sia dopo l'ultima recita de Il pirata, pochi mesi dopo, quando era ormai chiaro che la sovrintendenza le aveva sbarrato le porte per collaborazioni future. Unico passo falso artistico del felice periodo scaligero fu Il barbiere di Siviglia (febbraio-marzo 1956); la sua Rosina non convinse del tutto, sia per l'insolito recupero di alcune figurazioni dell'originaria tessitura contraltina (all'epoca, Rosina era interpretata quasi esclusivamente da soprani leggeri), sia, soprattutto, per la scarsa congenialità del personaggio. Quando però diventò un personaggio "da rotocalco" a tutti gli effetti, ogni sua minima défaillance veniva amplificata, e la fama del personaggio pubblico divenne una spaventosa arma a doppio taglio.

### L'incontro con Onassis

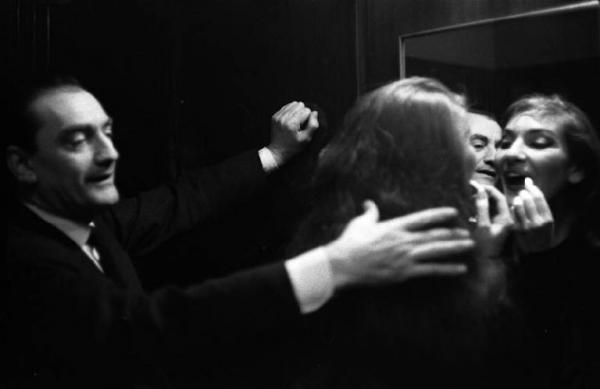
Maria Callas al trucco con Luchino Visconti prima della rappresentazione di Anna Bolena al Teatro alla Scala di Milano nel 1957, fotografia di Federico Patellani

Il 3 settembre 1957, a un ricevimento a Venezia all'hotel Danieli organizzato in suo onore da Elsa Maxwell, per il quale rinunciò a cantare una recita supplementare de La sonnambula al Festival di Edimburgo nonostante le richieste del Teatro alla Scala, incontrò per la prima volta Aristotele Onassis. Per quella volta, il greco fu solo uno dei tanti miliardari con cui la nuova vita sociale internazionale la faceva venire a contatto, complice l'ambigua e adorante amicizia di Elsa Maxwell, anch'essa presente alla festa.
Nel dicembre 1958 Callas fece il suo trionfale esordio nel concerto La Grande Notte dell'Opera a Parigi, trasmesso in Eurovisione in 12 paesi, all'Opéra Garnier, con l'Orchestra e il Coro dell'Opéra national de Paris alla presenza del presidente della Repubblica francese René Coty e Onassis andò a rendere omaggio alla connazionale nel suo camerino. La seconda parte fu dedicata al secondo atto della Tosca insieme a Gobbi.
L'anno seguente, probabilmente impressionato dal Gala in onore di Callas organizzato dal Teatro dell'Opéra di Parigi, Onassis organizzò una cena in suo onore al Dorchester Hotel di Londra, in occasione della prima della Medea con la Cossotto al Covent Garden (giugno 1959). Caso mai non fosse stato chiaro il messaggio, Onassis si fece anche fotografare mentre, al momento dei saluti, cercava di trattenere a sé Callas, ormai in pelliccia portata via dal marito. Un mese dopo, l'invito di Onassis a trascorrere le vacanze estive sullo yacht Christina per una crociera - insieme a Winston Churchill e consorte e ad altre personalità del Gotha internazionale - raggiunse una Callas stanchissima per una massacrante tournée di concerti, con la voce che incominciava a mostrare segni di cedimento e in uno stato psicologico complesso, dove la dipendenza sempre più forte dalla mondanità si univa al desiderio di porre fine alla carriera. Dopo due settimane, al rientro a Monte Carlo dello yacht, Maria Callas aveva deciso di essere perdutamente innamorata del greco e di lasciare per sempre Giovanni Battista Meneghini.
Stranamente il fatto fu quasi troppo clamoroso per essere noto, e ci volle la provocazione di Meneghini, esasperato da chi, nel torrido ferragosto, cercava sua moglie per vari motivi professionali e personali, per far esplodere la notizia sulla stampa di tutto il mondo. Da quel momento, ogni uscita pubblica della cantante diventò preda dei giornalisti.
Secondo alcuni amici, la separazione era nell'aria.

### Il declino (1958-1965)
Le condizioni vocali, già a partire dal 1957, mostrarono segni di logoramento. L'estate dello stesso anno registrò alcuni episodi di stanchezza: un concerto al Teatro Erode Attico di Atene, dove non si era più recata dal 1944, eseguito con tensione e freddezza, anche a causa della situazione emotiva che aveva trovato ad Atene per i difficili rapporti con la madre e la sorella; una serie discontinua di recite de La sonnambula al Festival di Edimburgo, conclusa con una parziale defezione, per non disdire l'appuntamento mondano organizzato in suo onore a Venezia dalla giornalista statunitense Elsa Maxwell. Nel mese di settembre, si negò all'Opera di San Francisco adducendo ragioni di salute, mentre si diffuse la voce che stava registrando per la Ricordi l'opera Medea di Luigi Cherubini.
L'anno successivo segnò l'inizio di una fase critica: il 2 gennaio a Roma, a una serata di gala alla presenza di alte autorità quali il presidente della Repubblica Giovanni Gronchi, durante il primo atto di Norma, Maria Callas ebbe nuovi attacchi di afonia durante le prove: dopo il primo atto non proseguì la recita, ritenendo di non abbassare il suo livello artistico con una prestazione scadente (la registrazione fa udire ancora oggi delle condizioni vocali precarie ma forse recuperabili nel corso della recita). Sempre nel 1958 canta in Traviata, Lucia e Tosca al Met e riprende Traviata a Lisbona (con Alfredo Kraus) e successivamente al Royal Opera House di Londra.
I fatti di Roma la fecero entrare in conflitto con il sovrintendente della Scala di Milano, Antonio Ghiringhelli, che dopo le recite trionfali de Il pirata, con Franco Corelli, le fece capire di essere in quel teatro "persona non gradita". Nonostante una somma interpretazione del personaggio di Imogene, anche dal punto di vista strettamente vocale, la sovrintendenza la costrinse a raccogliere gli ultimi veri festeggiamenti fuori dal teatro, dove l'attendeva una folla di fedelissimi; il 6 novembre, per prese di posizione giudicate inaccettabili da Rudolf Bing in merito a scelte delle opere da eseguire (si rifiutava di alternare Traviata al Macbeth), fu obbligata alla rescissione del contratto col Metropolitan con la conseguenza di cantare ancor più veementemente la recita di Medea, a Dallas, nello stato dell'Oregon.
Nel 1959, in rotta con la Scala e col Metropolitan, incominciò a diradare gli impegni, terminando comunque una serie di concerti negli Stati Uniti e in Europa, tra cui quello di Amburgo, ripreso dalla televisione, una delle poche testimonianze video della carriera della cantante. Nel 1959 porta in scena solo due opere: Medea al Covent Garden di Londra, seguita in autunno da Lucia di Lammermoor e Medea a Dallas, sotto la guida di Nicola Rescigno. La voce della Callas registra segni di cedimento, specie nella parte più acuta, nelle recite di Lucia a Dallas.
Nell'aprile del 1960 Maria Callas, secondo diverse fonti, diede alla luce un bambino, Omero, frutto della relazione con Onassis, morto pochi istanti dopo a causa di un'insufficienza respiratoria e sepolto nel cimitero di Bruzzano, alla periferia nord di Milano.
Nell'agosto del 1960, con una linea vocale ancora cospicua ma intaccata da un forte vibrato e dal registro acuto indebolito e accorciato, cantò Norma a Epidauro, in settembre incise nuovamente l'opera e il 7 dicembre inaugurò la stagione lirica della Scala nella parte di Paolina nel Poliuto di Gaetano Donizetti. Nel 1961, oltre a un concerto a Londra e una nuova messa in scena della Medea a Epidauro, ritorna alla Scala con 3 rappresentazioni di Medea, diretta da Thomas Schippers. A parte queste recite di Medea, il 1962 fu un anno dedicato ai concerti, con una lunga tournée in Europa, sotto la guida di Georges Prêtre. Le attività di cantante furono sempre più soppiantate da quelle mondane, sempre in compagnia di Onassis - che peraltro non condivideva con Maria la passione per la lirica - sebbene a volte coincidessero, come la breve partecipazione canora in occasione del compleanno del Presidente Kennedy, 19 maggio 1962, al Madison Square Garden di New York.
Nel gennaio 1964, su forti insistenze di Franco Zeffirelli, cantò in una nuova produzione di Tosca al Covent Garden di Londra, diretta da Carlo Felice Cillario, e successivamente Norma a Parigi. Ebbe maggior successo nella pur affaticata parte di Tosca, meno impegnativa vocalmente, essendo coadiuvata dal grande collega e amico Tito Gobbi. Il concerto costituì in ogni caso un momento clamoroso della storia della lirica: folle di persone avevano fatto giorni di coda per vedere il rientro in scena della cantante, che al termine della prima serata inaugurale rispose con 27 chiamate sul palcoscenico e un'ovazione durata quaranta minuti.
Inoltre incise il ruolo di Carmen, personaggio che non porterà mai sui palcoscenici. Nel 1965 decise di tornare sulle scene e cantò Tosca a Parigi e poi al Metropolitan di New York: il ritorno fu trionfale. Maria sembrò aver ritrovato lo splendore degli anni precedenti e ciò la indusse a riprendere cinque recite di Norma a Parigi, ma sia la voce sia il fisico non ressero, tanto che il 29 maggio terminò la scena dell'atto II sfinita e l'ultima scena venne annullata. Impegnata con il Covent Garden di Londra per quattro rappresentazioni di Tosca, riuscì a tenere solo quella di gala, in presenza della regina Elisabetta II, 5 luglio 1965. Questa fu l'ultima volta che Callas cantò in un'opera integrale.

### Gli ultimi anni (1966-1977)
Dopo una breve pausa di serenità, anche nella vita privata il momento si fece critico: nel 1966 Callas rinunciò alla cittadinanza statunitense e a quella naturalizzata italiana per tornare alla cittadinanza greca, nella speranza di chiudere la sua carriera in bellezza sigillandola con un nuovo matrimonio. Tuttavia l'armatore Aristotele Onassis non solo si rifiutò di regolarizzare la loro unione, ma nel 1968, forse a seguito di dissapori con la compagna e per assecondare un disegno economico, decise di sposare Jacqueline Kennedy, la vedova di John Fitzgerald Kennedy.
A seguito di questa umiliazione Maria Callas cadde in depressione. Senza darsi per vinta, scelse (nel 1969) una grande occasione di tornare alla ribalta, non più nell'opera bensì nel cinema, come protagonista del film Medea di Pier Paolo Pasolini, anche con la speranza di riavvicinare il vecchio amante, che subito dopo il matrimonio aveva già ripreso a farsi vivo. La proposta venne in realtà da Renzo Rossellini, da tempo amico della cantante, che fece da garante contro ogni rischio di trivializzazione del ruolo (di Pasolini Callas aveva visto Teorema, del quale era rimasta un po' scandalizzata). Il film, che riproponeva in chiave barbarica e vagamente autobiografica (sia per Pasolini sia per Callas) la vicenda della maga della Colchide che viene a contatto traumatico col mondo della civiltà, convinse invece Callas che si poteva tentare una nuova trasposizione del mito, stavolta senza musica.
Girato in Cappadocia intorno a Göreme (Turchia), Pisa, Aleppo e Grado, oltre che negli studi di Cinecittà, non ottenne lo stesso successo di pubblico di altre opere del regista, ma dette modo a Maria di distrarsi e di arricchirsi culturalmente e umanamente, entrando in un mondo forse meno ingessato di quello dell'Opera, ma anche meno deprimente della high-society di Onassis, nel quale si potevano incontrare intellettuali d'alto rango, come Pasolini, insieme ad attori esordienti, comparse, tecnici, produttori, segretarie: proprio tra queste ultime, Callas strinse amicizia con la bulgara Nadia Stancioff, brillante figlia del diplomatico Ivan D. Stancioff (1897-1972)  e addetta all'accoglienza al Festival dei Due Mondi, che ha lasciato in un libro di ricordi un diario preziosissimo (anche se a volte un po' enfatizzato) di quei mesi cinematografici di Callas. Altro tipo di diario è invece costituito da una serie di poesie che Pasolini scrisse in quel periodo, e che riflettono un'intesa artistica e un'amicizia profonda che poteva assumere toni amorosi, sia da parte di Callas, sia da parte del poeta, colpito da una personalità grande e sincera ("mi affascina in lei questa violenza dei sentimenti", "è incapace di provare un sentimento piccolo, meschino", dirà di lei in un'intervista televisiva con Enzo Biagi). Molte di queste poesie andarono poi a far parte della raccolta Trasumanar e organizzar.
La seconda significativa proposta dopo il ritiro dalle scene furono dei corsi di perfezionamento operistico da tenere a Filadelfia. L'iniziativa però rientrò a causa della insufficiente preparazione tecnica degli allievi. Più lungo e soddisfacente fu il ciclo di master-classes tenuto alla Juilliard School di New York dall'ottobre 1971 al marzo 1972. Di queste master classes rimane la registrazione di 46 ore di lezioni (ridotte a una scelta significativa anche in un libro curato dall'amico John Ardoin), interessante per chi voglia capire la genesi di molte idee interpretative della cantante non solo sui propri ruoli ma anche su quelli di tutte le altre voci del grande repertorio.
È noto che soffrisse da parecchi anni della Sindrome di Ehlers-Danlos, dovuta forse al suo eccessivo dimagrimento o contratta alla nascita.

#### L'ultima tournée con Giuseppe Di Stefano (1973-1974)
Il 10 aprile 1973 diresse, con Giuseppe Di Stefano, I vespri siciliani di Giuseppe Verdi, in occasione dell'inaugurazione del Teatro Regio di Torino ricostruito dopo l'incendio del 1936.

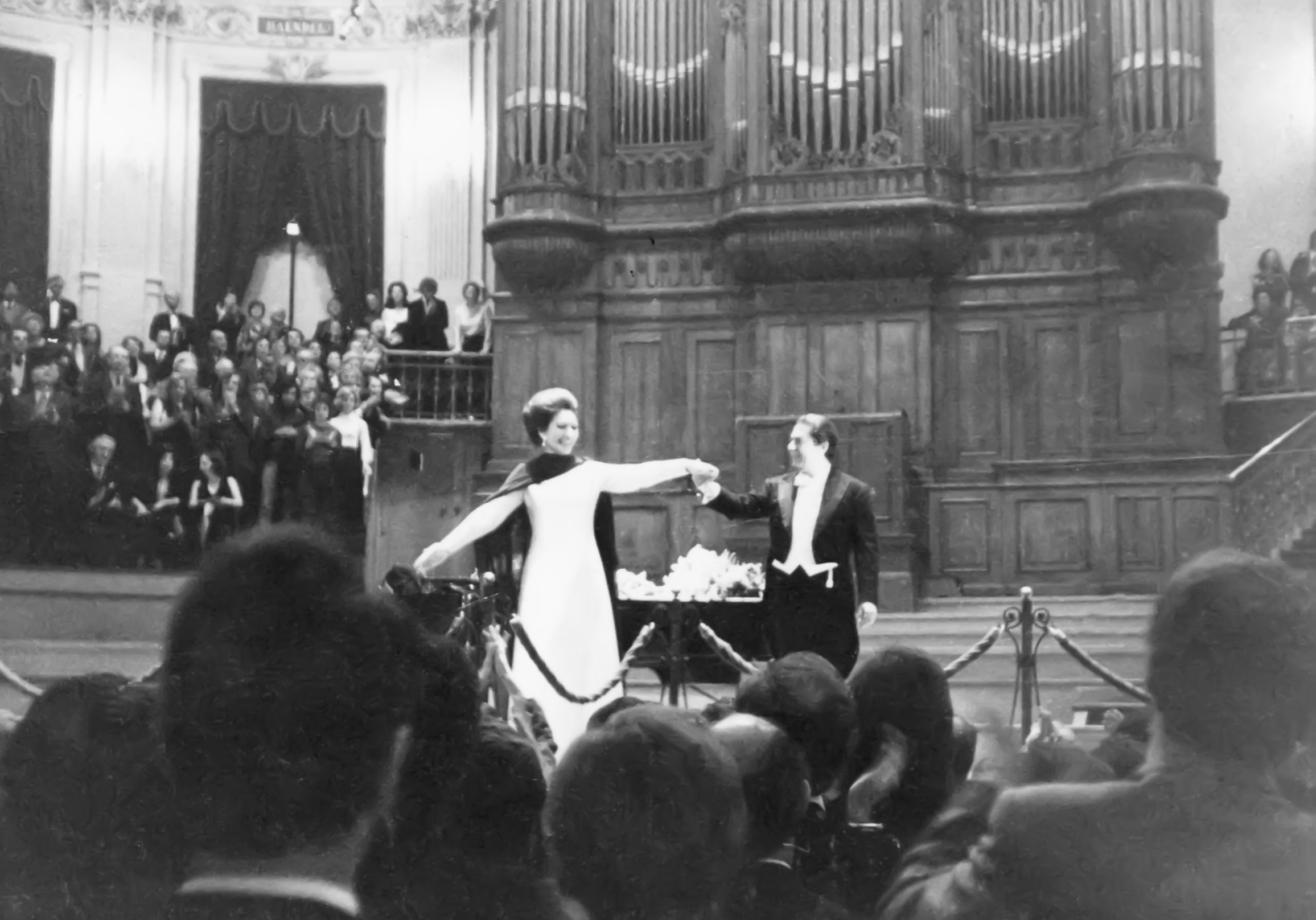
Maria Callas nel concerto dell'11 dicembre 1973 ad Amsterdam

Nell'ottobre 1973 incominciò con Di Stefano un tour mondiale che si concluse l'11 novembre 1974 a Sapporo; sarebbe stata la sua ultima esibizione in pubblico. Seguendo l'incoraggiamento incessante del collega, Maria tentò di riorganizzare il proprio assetto vocale, reimparando ad aprire la gola col solo sostegno del diaframma e puntando sul registro centrale. Nonostante non fosse in grado di tornare agli antichi fasti, affiancata da un amico e sostenuta dall'incoraggiante amore del pubblico, riuscì a recuperare abbastanza da concludere la lunga tournée in condizioni vocali nettamente migliori rispetto a come l'aveva cominciata, come stanno a testimoniare le registrazioni dei concerti del 1974 rispetto al deludente esordio di Amburgo dell'anno precedente.
Durante la tournée l'amicizia con Di Stefano, compromessa da problemi familiari del tenore, s'incrinò. Stando a quanto pubblicato nel libro Callas nemica mia, scritto da Maria Girolami, ex moglie di Di Stefano, il rapporto tra Maria Callas e il tenore non fu di sola amicizia, e uno dei motivi del "ritiro" di Callas fu anche quest'ultima delusione sentimentale.
Maria Callas si ritirò nel suo appartamento parigino, evitando contatti con conoscenti e amici. Intanto, si erano spenti due uomini fondamentali della sua esistenza: il padre e Tullio Serafin. Ma fu il 1975 l'anno più doloroso sia per la sfera privata sia per la sua personalità artistica: a marzo morì Onassis; il 2 novembre fu ucciso Pier Paolo Pasolini (la circostanza dell'accaduto fu rimossa da Callas, che non si espresse mai chiaramente sull'orientamento sessuale del regista); il 17 marzo 1976 si spense Luchino Visconti.

## La morte

Maria Callas in un francobollo commemorativo dello stato di Saint Vincent e Grenadine

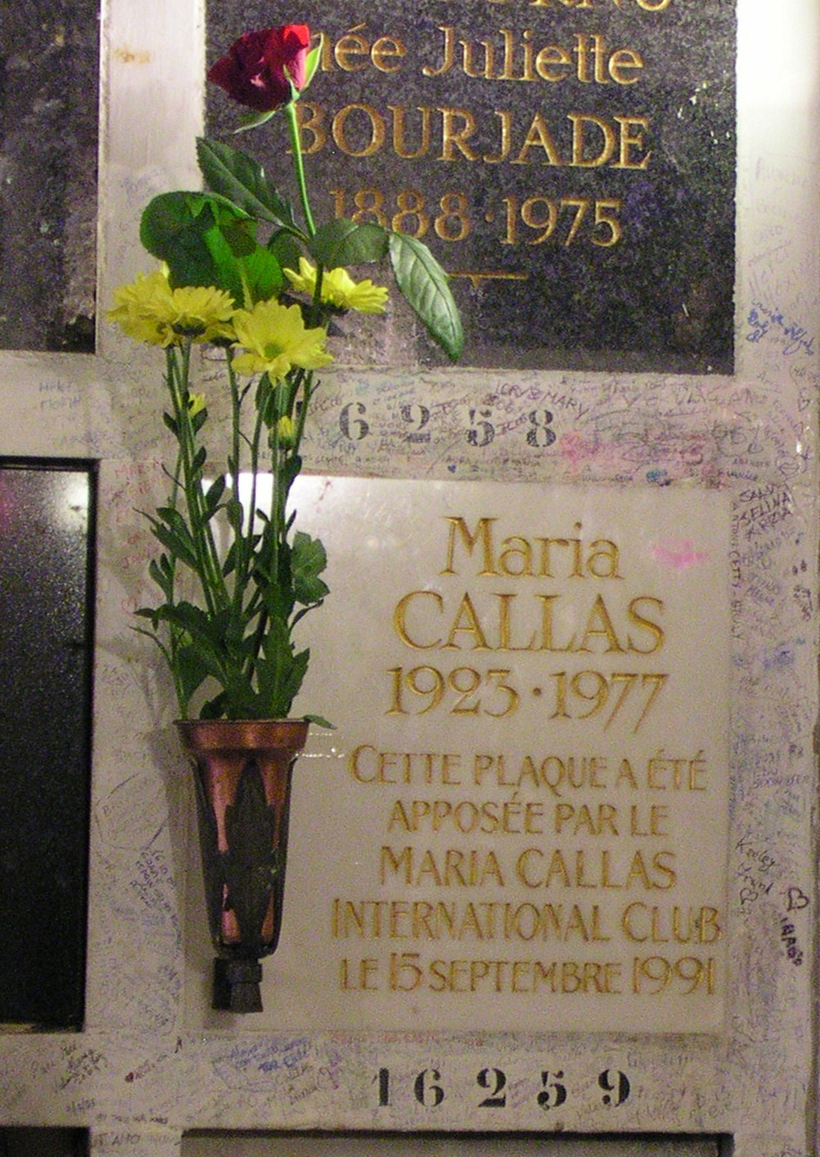
Cenotafio di Maria Callas nel colombario del cimitero parigino di Père-Lachaise

Maria Callas morì nel suo appartamento parigino al n°36 di Avenue George Mandel venerdì 16 settembre 1977, intorno alle 13:30. Secondo quanto dichiarato dalla governante Bruna Lupoli, il decesso fu totalmente inaspettato poiché, oltre ai soliti disturbi che ormai l'accompagnavano da anni, quel giorno la Callas non sembrava accusare particolari malesseri. Stando alla versione ufficiale, avrebbe chiesto che le venisse servita un'aranciata alla toilette, che bevve velocemente per poi accasciarsi improvvisamente al suolo; immediatamente Bruna chiamò l'autista Ferruccio per sollevare il corpo da terra e condurlo in camera ma, una volta sul letto, la Callas era già priva di vita. Il referto medico indicò l'arresto cardiaco come unica causa del decesso, smentendo da subito le voci di suicidio, messe in giro anche dallo stesso marito che sostenne fortemente la tesi secondo la quale la Callas avesse più volte contemplato l'idea di togliersi la vita. 
Ad avvalorare la tesi del suicidio ci sarebbe il ritrovamento, da parte dello stesso Meneghini, di un biglietto sul comodino della stanza da letto con la grafia della Callas che recitava:
In questi fieri momenti, tu sol mi resti 
E il cuor mi tenti, 
l'ultima voce del mio destino 
l'ultima croce del mio cammino»
Le iniziali in cima sembrano essere un diminutivo con cui era solita rivolgersi al marito mentre invece i versi sono tratti dalla Gioconda di Amilcare Ponchielli, opera che la Callas aveva inciso su disco. A tali versi manca però il primo, dove nell'opera originale è scritta la parola suicidio; non è dato sapere se tale omissione fosse stata volontaria o meno né il preciso significato di queste parole.
Tuttavia le sue condizioni fisiche erano da tempo compromesse: la grave disfunzione ghiandolare della giovinezza e il drastico dimagrimento vennero citati più frequentemente come concause della morte. Negli ultimi anni si era aggiunta anche un'insonnia cronica, che l'aveva costretta ad assumere dosi sempre più massicce di Mandrax (metaqualone), medicinale che si procurava illegalmente e a cui pare si riferissero i cenni alla "droga" che costellavano le ultime pagine del suo diario. Alcune ipotesi attribuirono il decesso della cantante anche a una dermatomiosite, una patologia degenerativa che colpisce tutti i tessuti muscolari, diagnosticata per la prima volta dal medico Mario Giacovazzo nel 1975, confermata poi da due foniatri dell'università di Bologna, ma tenuta nascosta fino al 2002. Il trattamento di questa malattia prevede un massiccio uso di cortisonici che senz'altro influirono nel peggioramento complessivo del quadro clinico della Callas.  
Sul corpo non fu eseguita autopsia, non venne allestita la camera ardente, né fu concesso agli amici più intimi di vedere la salma prima delle esequie, celebrate il 19 settembre seguente. 
Meno chiaro è il contorno e quale sia stato il ruolo della pianista greca Vasso Devetzi, una sorta di "dama di compagnia" stabilitasi in casa sua negli ultimi anni, della sorella Iakinthi Kalogheropoulou e della madre Evangelia Dimitriadou. Resta inoltre irrisolto il mistero dei gioielli di Callas, i collier, gli orecchini con brillanti e rubini, scomparsi subito dopo la sua morte. Le uniche due persone che avrebbero potuto far luce su questa vicenda sarebbero stati proprio Ferruccio Mezzadri (1935), per oltre vent'anni fedelissimo autista, e Bruna Lupoli (1922-2017), la storica cameriera della Callas, che tuttavia non ne hanno mai parlato.
Forti divisioni creò anche la decisione della sua cremazione, condivisa dalla Callas che da viva aveva detto alla domestica Bruna "[...] fai spargere le mie ceneri sul mar Egeo. Abbraccerò per sempre il mio Ari attraverso il nostro mare..."; la cremazione però era sconsigliata dalla religione cristiana ortodossa, alla quale la Callas si era serbata fedele negli anni. Da notare, nella biografia di Giovanni Battista Meneghini, il mistero circa la firma quasi illeggibile sulla liberatoria, "un certo Jean Rean o Jean Rouen": si trattava in realtà del compagno della Devetzi, Jean Roire, che s'incaricò di sbrigare tutte le faccende burocratiche relative al decesso, secondo la prassi, insieme con gli operatori necrofori. 
A ogni modo la salma della Callas venne cremata lo stesso giorno dei funerali, contravvenendo in questo modo alla legge francese dell'epoca che prevedeva la firma di un parente sulla liberatoria e che trascorresse almeno un giorno tra la cerimonia funebre e la cremazione. 
Ufficialmente le ceneri furono riposte in un loculo sotterraneo al cimitero di Père-Lachaise che divenne fin da subito meta di pellegrinaggio degli ammiratori, ma nel marzo 1979 si scoprì che in realtà tale loculo era vuoto e che l'urna funeraria era stata segretamente spostata nella cassetta di sicurezza di una banca da soggetti autorizzati rimasti ignoti.  
Nell'estate del 1979 le ceneri furono prelevate e trasportate in Grecia, dove a seguito di una cerimonia pubblica furono sparse nel Mar Egeo dall'allora ministro della cultura Melina Merkouri secondo la volontà espressa dalla soprano.

## Vocalità e personalità interpretativa

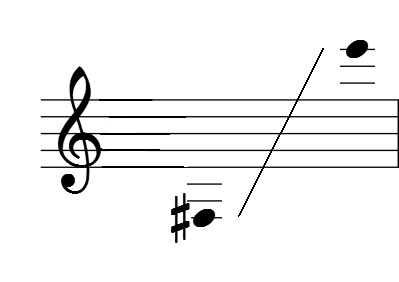
Estensione vocale di Maria Callas: da fa diesis grave a mi naturale sovracuto

Callas era un soprano drammatico, ma studiando si appropriò di una grande coloratura ed estensione, riscoprendo le possibilità del soprano drammatico ai tempi di Bellini e Donizetti. Fu così che Eugenio Gara coniò apposta per lei la definizione di soprano drammatico d'agilità, categoria vocale in cui rientravano le primedonne ottocentesche Maria Malibran e Giuditta Pasta: si trattava infatti di mezzosoprani acuti di stampo rossiniano che, coll'esercizio assiduo, avevano esteso la gamma ai suoni più acuti per impersonare, oltre ai soliti personaggi en travesti, anche eroine sopranili appassionate e romantiche, come Norma, Amina, Lucia, senza però perdere la pienezza delle note gravi, adatte a rendere il loro lato drammatico.
In realtà, sulla prima formazione vocale di Callas abbiamo testimonianze ben diverse, e in lei risultano più artificiose e costruite le note gravi di quelle veramente sopranili, le quali erano affrontate spesso di slancio: resta il fatto che Callas si mise, già dall'inizio della carriera, nelle condizioni d'eseguire a voce piena, e senza mistificazioni, i ruoli per i quali i soprani più dotati del primo Ottocento erano divenuti leggendari. I suoi più diretti modelli furono, tuttavia, alcune cantanti del primo Novecento, che poté ascoltare alla radio: Claudia Muzio, Rosa Ponselle, l'ultima delle quali era da lei molto ammirata, specie nella Vestale; tutti soprani dall'autorevole linea di canto e dalle simili scelte di repertorio. Era nella tecnica di coloratura che riemergeva la maestra Elvira de Hidalgo, ben diversa dai soprani lirico-leggeri del tempo: confrontando le rispettive esecuzioni, di maestra ed allieva, di "Ombra leggera" della Dinorah, ci si rende conto dell'assoluta eguaglianza di certe impostazioni di suono quando si trattava d'eseguire le agilità.
Ciò che, a tratti, poteva far sembrare Callas un mezzosoprano era invece il colore scuro naturale e l'ampiezza del suono, che, specie all'inizio della carriera ed in età ancora assai giovane, le permise d'affrontare parti di soprano autenticamente drammatico: Abigaille, Leonora del Fidelio, Tosca, Turandot, Brunilde, Isotta. Coll'esercizio, riuscì a compattare una gamma estesa in pratica su tre registri diversi, dal contralto al soprano di coloratura, spaziante dal Fa diesis grave (fa♯2) emesso nell'aria "Arrigo! ah, parli ad un core" nei Vespri siciliani al mi naturale sovracuto (mi5) raggiunto nella Lakmé di Delibes ("Dov'è l'indiana bruna") e nelle variazioni di Proch. Rock Ferris, corrispondente del Musical Courier, recensendo un concerto dell'11 giugno 1951 dato al Grand Hotel di Firenze (programma: "Casta Diva", "Ombra leggera", "O patria mia", "Variazioni" di Proch, "Polacca" dalla Mignon e "Ah fors'è lui" dalla Traviata), rimase molto colpito da "i suoi mi e fa sovracuti... emessi a piena voce" e dal fatto che non ci fosse "difficoltà che ella non potesse arrivare a superare". Elvira de Hidalgo, insegnante di Callas, in un'intervista al programma francese L'Invité du Dimanche confermò solo il mi e non menzionò il fa; ma, all'interno dello stesso programma, Francesco Siciliani parla approssimativamente della possibilità della voce di salire ad un mi naturale sovracuto (e di scendere al do grave).
Al di là delle caratteristiche naturali, che potevano essere discutibili ma fisiologiche (solo alcuni recitals incisi in istudio negli anni sessanta fanno sentire intubamenti scorretti, causati peraltro da difficoltà nella corretta respirazione diaframmatica dovute a malesseri fisici), nessuna cantante all'infuori di lei è riuscita ad ottenere risultati così musicalmente espressivi sfruttando il canto classico operistico, basato sul corretto e costante appoggio sul fiato, il sostegno diaframmatico e il conseguente immascheramento dei suoni di tutta la gamma, dal più grave al più acuto; suoni che però, negli anni del massimo fulgore vocale ed artistico, fino alla separazione dal marito, risultarono sempre subordinati al fatto espressivo, mai fini a sé stessi: vale a dire, utilizzati a seconda del significato delle parole e del momento della frase.
Unica fu la pervicacia e la volontà di Callas nell'applicare in modo maniacale, e stressante per l'interprete, il metodo belcantistico d'ascendenza barocca, in una parola "classico", a tutto il mondo protoromantico, verdiano e verista, scolpendo così, in una breve parabola, personaggi vocali che oggi è molto difficile, se non impossibile, dimenticare. Lo scrupolo filologico la portava a scrostare dal manierismo e dall'effetto "invecchiato" i maggiori ruoli di repertorio (cosa che dette fastidio a una piccola parte della critica vocale, ancora incompetente per molti versi e tradizionalista), dalle leggere Sonnambula e Lucia di Lammermoor, che riavvicinò a Norma e a Anna Bolena, ritornando alle indicazioni dei compositori, nelle quali venivano integrate in funzione espressiva, e in modo musicalmente perfetto, sia il legato, sia tutti gli ornamenti della coloratura, come il portamento, il trillo, il glissato, l'appoggiatura, la messa di voce: tutto ciò è fortunatamente dimostrabile grazie a una messe abbondante di registrazioni ufficiali e dal vivo, che fanno ascoltare una cantante sempre preparatissima ed esatta, perfino in prova (Dallas 1957). In questo senso non c'è differenza tra registrazioni in studio e dischi pirata, e rimane ancora un mistero come Callas abbia potuto realizzare personaggi a tutto tondo in disco, senza, o prima ancora, di averli interpretati in scena: Madama Butterfly, La bohème, Manon Lescaut.
Il suo approccio al canto, inteso come teatralità, drammaticità, enfasi tragica, raggiunte con pienezza e volume cospicui da librare in spazi ampi e nel vivo della recita, è da considerarsi, specie negli anni 1949-1953, ancora tradizionale e da porre in un'epoca e in una concezione al di qua della tendenza che, grazie alle tecniche più sofisticate di riproduzione del suono, alle leggi del mercato, all'avanzare del repertorio barocco, avrebbe considerevolmente abbassato i requisiti del singolo cantante d'opera (anche in repertori ottocenteschi) in fatto di volume e squillo, ripiegando piuttosto su elementi diversi, quali colore, gradevolezza timbrica, fusione con l'orchestra, ma anche sospiri, suoni privi di appoggio, ecc.
Il ruolo vocale all'interno del quale la rivoluzione-restaurazione di Callas fu più sconcertante, sia per il pubblico che per la critica dell'epoca, fu probabilmente Lucia di Lammermoor, che in quegli anni tutti erano abituati a sentire affidata ai "sopranini" leggeri modello usignolo, i quali, oltre ad avere un'agguerrita tecnica virtuosistica, schiarivano ulteriormente il colore della voce per accentuare l'innocenza e la pudicizia del personaggio. Callas invece si avvicinò a Lucia con una voce senz'altro più debordante e una concezione interpretativa anche più tragica di quanto il tessuto orchestrale dell'opera lasciasse pensare. Il risultato fu però sbalorditivo e convincente, tanto che un direttore come Herbert von Karajan si avvicinò all'Opera romantica italiana dopo aver sentito la sua incisione EMI del 1953, e ne produsse, curando anche la regia, una storica edizione scaligera nella stagione 1953-1954.
Le registrazioni di Callas ci consentono di seguire quasi mese per mese, si può dire, un progressivo declino vocale, dovuto alla dermatomiosite. Proprio gli anni di poco precedenti al ritiro mostrano, però, un'evoluzione tecnico-stilistica che andò di pari passo con la stilizzazione fisica: in generale, ci fu un abbandono del volume e dello scatto, spesso plateali, a favore di una maggiore morbidezza, di un maggiore e costante appoggio sul fiato di tutti i suoni, di una compattezza di tutta la gamma, come notarono i critici della sua seconda Norma londinese (1957). Le incisione verdiane di Rigoletto, Trovatore e Un ballo in maschera, la riesumazione scaligera di Anna Bolena e di Ifigenia in Tauride, fino ad arrivare a La Sonnambula a Colonia e a Edimburgo, La traviata a Lisbona e a Londra (Covent Garden), il recital in disco delle "pazzie celebri" (EMI 1958), il concerto del tour americano ripreso dal vivo nella tappa di Los Angeles, il concerto del debutto parigino (Opéra, dicembre 1958), dove si produsse in una scelta di tre scene e nel secondo atto di Tosca, in costume, fino a Il pirata in forma di concerto a New York (Carnegie Hall, gennaio 1959) e alla Gioconda in disco del settembre dello stesso anno, sorta di testamento vocale dove riuscì a trovare un eccellente equilibrio tra forma fisica generale e maturità artistica.
Dopo il primo ritiro, il rientro alla Scala col Poliuto, nel 1960, ben provato grazie alle cure di Antonio Tonini, fa udire una voce in buono stato e corretta, ma drasticamente ridimensionata nel volume e nell'estensione rispetto a solo un anno prima. Quest'opera fu preceduta da alcuni recital incisi a Londra ma pubblicati postumi, da una Norma al teatro antico di Epidauro che si trasformò in un evento mondano senza precedenti (aumentato dal clamoroso ritorno nella terra di origine e dalla presenza di Onassis), e da una seconda incisione ufficiale dell'opera di Bellini, con a fianco Franco Corelli e Christa Ludwig. Qui, una maggiore raffinatezza di fraseggio e di colori, e la compagnia finalmente adeguata, riescono in parte a controbilanciare una notevole riduzione della leggendaria elasticità e potenza vocale.
I recital di arie francesi dei primi anni sessanta, riprese anche in una trionfale tournée di concerti sotto la direzione di Georges Prêtre, nuova guida musicale della cantante, fecero addirittura ripiegare Callas sul registro di mezzosoprano, con arie da Carmen, Don Carlo, La Cenerentola, Werther, nelle quali poté rifinire con tranquillità il fraseggio e i colori senza il timore del volume e dell'estensione in alto, e costituiscono il meglio del suo primo periodo parigino. Ma i problemi si ripresentarono, e in modo drammatico anche per la salute psichica, con Tosca e soprattutto con Norma, affrontate dal vivo nel 1964-1965, che determinarono una definitiva battuta di arresto per una voce e una sensibilità interpretativa che nell'epoca d'oro sembrò non conoscere ostacoli di sorta.
L'arte di Callas fu comunque un fatto ancora più complesso dell'impegno vocale, coinvolgendo del pari l'aspetto scenico delle parti che interpretava, compiendo una sintesi del tutto inedita tra canto e arte drammatica. Fu la sua una restaurazione totale del concetto di "belcanto", che andava dalla voce al fraseggio, dalla recitazione alla postura, al trucco, perfino alla capigliatura. Fu la prima cantante lirica ad interessare registi cinematografici e teatrali di grido all'opera; a parte gli esperimenti del Maggio Musicale Fiorentino (Armida di Rossini, con le scene di Alberto Savinio e le coreografie di Léonide Massine, 1952), ebbero importanza storica le collaborazioni con Luchino Visconti (che la considerava la più grande attrice vivente) alla Scala per La Vestale, La sonnambula e La traviata (stagione 1954-1955, con riprese nel 1956 e 1957), Anna Bolena e Ifigenia in Tauride (stagione 1956-1957, con ripresa nel 1958), e quelle successive con Franco Zeffirelli, Margherita Wallmann, Alexis Minotis. Da tutti questi imparò molto, tuttavia, come ebbe a dire anche nell'intervista televisiva a Lord Harewood del 1968, la sua ricerca gestuale fu sempre all'interno della partitura, dove le note e le parole danno indicazioni più che sufficienti su che cosa fare in scena e cosa "non" fare. Anche la gestualità un po' esasperata che le richiese Visconti lasciò ben presto il posto a una recitazione più misurata e in linea con lo stile musicale, e in questo senso l'apporto più scenografico che registico di Zeffirelli doveva essere il suo preferito.
Le sue interpretazioni riportarono il melodramma all'epoca d'oro, come notarono i critici (Teodoro Celli, Rodolfo Celletti, Eugenio Gara, Massimo Mila), ma soprattutto lo reinserirono a pieno diritto (come segnalò l'interesse dimostrato per la sua arte da parte di Eugenio Montale, Mario Praz, Ingeborg Bachmann, Luchino Visconti, Pier Paolo Pasolini, Federico Fellini, Carmelo Bene e moltissimi altri) tra le espressioni artistiche più alte, facendone quasi un genere d'attualità, in grado di rinnovarsi incessantemente e attirare un pubblico molto più giovane nei teatri, nonché di fornire spunto ad analisi critiche ed estetiche molto complesse (come dimostrò il dibattito che coinvolse anche Mario Praz ed Ettore Paratore circa la sua Medea cherubiniana).
Assorbiva da tutti (indossatrici e amiche comprese) come una spugna, con l'unico scopo di fare Arte e, se l'insegnamento degli addetti del mestiere come Visconti e Zeffirelli le lasciò molto, una propensione innata alla "recitazione" (da intendere in tutti i sensi, anche nella vita quotidiana) la rese magnetica e affascinante anche quando si dirigeva da sola, ad esempio nei concerti.
Maria Callas ha dato nuovo impulso alla riscoperta di titoli desueti, al miglioramento delle scuole di canto e alla maturazione di una nuova consapevolezza tecnica da parte dei cantanti.
In occasione del ventennale della sua scomparsa, l'edizione del 1997 del Maggio musicale fiorentino ha dedicato parte del suo programma al repertorio classico callasiano.
Secondo le vendite dei dischi, Maria Callas è oggi la cantante lirica più nota al mondo.

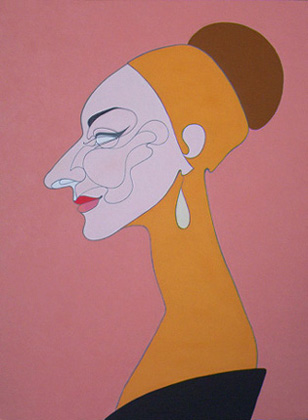
O. Karuvits. Ritratto di Maria Callas. 2004.

## Repertorio
| Repertorio operistico   |                         |             |
| Ruolo                   | Titolo                  | Autore      |
| Leonora                 | Fidelio                 | Beethoven   |
| Imogene                 | Il pirata               | Bellini     |
| Amina                   | La sonnambula           | Bellini     |
| Norma                   | Norma                   | Bellini     |
| Elvira                  | I puritani              | Bellini     |
| Carmen                  | Carmen                  | Bizet       |
| Margherita              | Mefistofele             | Boito       |
| Medea                   | Medea                   | Cherubini   |
| Marta                   | Tiefland                | d'Albert    |
| Anna Bolena             | Anna Bolena             | Donizetti   |
| Lucia Ashton            | Lucia di Lammermoor     | Donizetti   |
| Paolina                 | Poliuto                 | Donizetti   |
| Maddalena               | Andrea Chénier          | Giordano    |
| Fedora                  | Fedora                  | Giordano    |
| Alceste                 | Alceste                 | Gluck       |
| Ifigenia                | Ifigenia in Tauride     | Gluck       |
| Euridice                | L'anima del filosofo    | Haydn       |
| Smaragda                | Ho Protomastoras        | Kalomiris   |
| Nedda                   | Pagliacci               | Leoncavallo |
| Santuzza                | Cavalleria rusticana    | Mascagni    |
| Costanza                | Il ratto dal serraglio  | Mozart      |
| Gioconda                | La Gioconda             | Ponchielli  |
| Manon Lescaut           | Manon Lescaut           | Puccini     |
| Mimì                    | La bohème               | Puccini     |
| Floria Tosca            | Tosca                   | Puccini     |
| Cio-Cio-San             | Madama Butterfly        | Puccini     |
| Suor Angelica           | Suor Angelica           | Puccini     |
| Turandot                | Turandot                | Puccini     |
| Donna Fiorilla          | Il turco in Italia      | Rossini     |
| Rosina                  | Il barbiere di Siviglia | Rossini     |
| Armida                  | Armida                  | Rossini     |
| Giulia                  | La Vestale              | Spontini    |
| Beatrice                | Boccaccio               | Suppé       |
| Abigaille               | Nabucco                 | Verdi       |
| Lady Macbeth            | Macbeth                 | Verdi       |
| Gilda                   | Rigoletto               | Verdi       |
| Leonora                 | Il trovatore            | Verdi       |
| Violetta Valery         | La traviata             | Verdi       |
| Duchessa Elena          | I vespri siciliani      | Verdi       |
| Amelia                  | Un ballo in maschera    | Verdi       |
| Donna Leonora di Vargas | La forza del destino    | Verdi       |
| Elisabetta di Valois    | Don Carlo               | Verdi       |
| Aida                    | Aida                    | Verdi       |
| Brunilde                | La Valchiria            | Wagner      |
| Isotta                  | Tristano e Isotta       | Wagner      |
| Kundry                  | Parsifal                | Wagner      |

## Discografia

### Incisioni in studio
- Il prospetto indica in ordine cronologico tutte le registrazioni in studio effettuate di Callas durante la sua carriera discografica (1949-69).
- L'anno indicato è quello di incisione, che non sempre coincide con quello di pubblicazione.
- I dischi fino al 1957 (esclusi Il barbiere di Siviglia e Medea) sono in mono, quelli successivi in stereo.

| Anno    | Titolo                    | Cast                                                                  | Direttore                                       | Etichetta          |
| ------- | ------------------------- | --------------------------------------------------------------------- | ----------------------------------------------- | ------------------ |
| 1949    | Birth of a diva           | Maria Callas                                                          | Arturo Basile                                   | Warner Music Group |
| 1952    | La Gioconda               | Gianni Poggi, Paolo Silveri, Fedora Barbieri, Giulio Neri             | Antonino Votto                                  | Cetra              |
| 1953    | Lucia di Lammermoor       | Giuseppe Di Stefano, Tito Gobbi, Raffaele Arié                        | Tullio Serafin                                  | EMI                |
| 1953    | I puritani                | Giuseppe Di Stefano, Rolando Panerai, Nicola Rossi-Lemeni             | Tullio Serafin                                  | EMI                |
| 1953    | Cavalleria rusticana      | Giuseppe Di Stefano, Rolando Panerai                                  | Tullio Serafin                                  | EMI                |
| 1953    | Tosca                     | Giuseppe Di Stefano, Tito Gobbi                                       | Victor de Sabata                                | EMI                |
| 1953    | La traviata               | Francesco Albanese, Ugo Savarese                                      | Gabriele Santini                                | Cetra              |
| 1954    | Norma                     | Mario Filippeschi, Ebe Stignani, Nicola Rossi-Lemeni                  | Tullio Serafin                                  | EMI                |
| 1954    | Pagliacci                 | Giuseppe Di Stefano, Tito Gobbi, Rolando Panerai, Nicola Monti        | Tullio Serafin                                  | EMI                |
| 1954    | La forza del destino      | Richard Tucker, Carlo Tagliabue, Nicola Rossi-Lemeni, Elena Nicolai   | Tullio Serafin                                  | EMI                |
| 1954    | Il turco in Italia        | Nicola Rossi-Lemeni, Nicolai Gedda, Franco Calabrese, Jolanda Gardino | Gianandrea Gavazzeni                            | EMI                |
| 1954    | Puccini arias             | Maria Callas                                                          | Tullio Serafin                                  | EMI                |
| 1954    | Lyric & coloratura arias  | Maria Callas                                                          | Tullio Serafin                                  | EMI                |
| 1955    | Callas at La Scala        | Maria Callas                                                          | Tullio Serafin                                  | EMI                |
| 1955    | Madama Butterfly          | Nicolai Gedda, Mario Borriello, Lucia Danieli                         | Herbert von Karajan                             | EMI                |
| 1955    | Aida                      | Richard Tucker, Fedora Barbieri, Tito Gobbi, Giuseppe Modesti         | Tullio Serafin                                  | EMI                |
| 1955    | Rigoletto                 | Tito Gobbi, Giuseppe Di Stefano, Nicola Zaccaria                      | Tullio Serafin                                  | EMI                |
| 1956    | Il trovatore              | Giuseppe Di Stefano, Rolando Panerai, Fedora Barbieri                 | Herbert von Karajan                             | EMI                |
| 1956    | La bohème                 | Giuseppe Di Stefano, Rolando Panerai, Nicola Zaccaria, Anna Moffo     | Antonino Votto                                  | EMI                |
| 1956    | Un ballo in maschera      | Giuseppe Di Stefano, Tito Gobbi, Fedora Barbieri, Eugenia Ratti       | Antonino Votto                                  | EMI                |
| 1957    | Il barbiere di Siviglia   | Luigi Alva, Tito Gobbi, Fritz Ollendorff, Nicola Zaccaria             | Alceo Galliera                                  | EMI                |
| 1957    | La sonnambula             | Nicola Monti, Nicola Zaccaria, Fiorenza Cossotto, Eugenia Ratti       | Antonino Votto                                  | EMI                |
| 1957    | Turandot                  | Eugenio Fernandi, Elisabeth Schwarzkopf, Nicola Zaccaria              | Tullio Serafin                                  | EMI                |
| 1957    | Manon Lescaut             | Giuseppe Di Stefano, Giulio Fioravanti, Franco Calabrese              | Tullio Serafin                                  | EMI                |
| 1957    | Medea                     | Mirto Picchi, Giuseppe Modesti, Renata Scotto, Miriam Pirazzini       | Tullio Serafin                                  | Ricordi            |
| 1958    | Verdi arias 1             | Maria Callas                                                          | Nicola Rescigno                                 | EMI                |
| 1958    | Mad scenes                | Monica Sinclair, John Lanigan, Joseph Rouleau, Duncan Robertson       | Nicola Rescigno                                 | EMI                |
| 1959    | Lucia di Lammermoor       | Ferruccio Tagliavini, Piero Cappuccilli                               | Tullio Serafin                                  | EMI                |
| 1959    | La Gioconda               | Pier Miranda Ferraro, Piero Cappuccilli, Fiorenza Cossotto, Ivo Vinco | Antonino Votto                                  | EMI                |
| 1960    | Norma                     | Franco Corelli, Christa Ludwig, Nicola Zaccaria                       | Tullio Serafin                                  | EMI                |
| 1961    | Callas à Paris 1          | Maria Callas                                                          | Georges Prêtre                                  | EMI                |
| 1963    | Callas à Paris 2          | Maria Callas                                                          | Georges Prêtre                                  | EMI                |
| 1963-64 | Mozart, Beethoven & Weber | Maria Callas                                                          | Nicola Rescigno                                 | EMI                |
| 1963-64 | Verdi arias 2             | Maria Callas                                                          | Nicola Rescigno                                 | EMI                |
| 1963-64 | Rossini & Donizetti arias | Maria Callas                                                          | Nicola Rescigno                                 | EMI                |
| 1964    | Carmen                    | Nicolai Gedda, Andréa Guiot, Robert Massard                           | Georges Prêtre                                  | EMI                |
| 1964    | Tosca                     | Carlo Bergonzi, Tito Gobbi                                            | Georges Prêtre                                  | EMI                |
| 1964-69 | Verdi arias 3             | Maria Callas                                                          | Nicola Rescigno                                 | EMI                |
| 1953-61 | The EMI rarities 1953-61  | Monica Sinclair, Alexander Young                                      | Tullio Serafin, Nicola Rescigno, Antonio Tonini | EMI                |
| 1962-69 | The EMI rarities 1962-69  | Franco Corelli                                                        | Antonio Tonini, Georges Prêtre, Nicola Rescigno | EMI                |

### Registrazioni dal vivo
| Anno | Titolo                  | Cast                                                                       | Direttore                   | Registrazione                                        |
| ---- | ----------------------- | -------------------------------------------------------------------------- | --------------------------- | ---------------------------------------------------- |
| 1949 | Nabucco                 | Gino Bechi, Gino Sinimberghi, Luciano Neroni, Amalia Pini,                 | Vittorio Gui                | Teatro San Carlo di Napoli, 20 dicembre              |
| 1950 | Norma                   | Kurt Baum, Giulietta Simionato, Nicola Moscona                             | Guido Picco                 | Palacio de Bellas Artes-Città del Messico, 23 maggio |
|      | Aida                    | Kurt Baum, Giulietta Simionato, Robert Weede                               | Guido Picco                 | Palacio de Bellas Artes, 30 maggio                   |
|      | Tosca                   | Mario Filippeschi, Robert Weede                                            | Umberto Mugnai              | Palacio de Bellas Artes, 8 giugno                    |
|      | Il trovatore            | Kurt Baum, Giulietta Simionato, Leonard Warren                             | Guido Picco                 | Palacio de Bellas Artes, 20 giugno                   |
|      | Parsifal                | Boris Christov, Rolando Panerai, Africo Baldelli,                          | Vittorio Gui                | Auditorium della Rai-Roma, 20-21 novembre            |
| 1951 | Il trovatore            | Giacomo Lauri-Volpi, Cloe Elmo, Paolo Silveri                              | Tullio Serafin              | Teatro San Carlo, 27 gennaio                         |
|      | I vespri siciliani      | Giórgios Kokoliós-Bardi, Enzo Mascherini, Boris Christoff                  | Erich Kleiber               | Teatro comunale di Firenze, 26 maggio                |
|      | Aida                    | Mario Del Monaco, Oralia Domínguez, Giuseppe Taddei                        | Oliviero De Fabritiis       | Palacio de Bellas Artes, 3 luglio                    |
|      | La traviata             | Cesare Valletti, Giuseppe Taddei                                           | Oliviero De Fabritiis       | Palacio de Bellas Artes, 17 luglio                   |
| 1952 | Armida                  | Francesco Albanese, Mario Filippeschi, Gianni Raimondi, Antonio Salvarezza | Tullio Serafin              | Teatro Comunale di Firenze 26 aprile                 |
|      | I puritani              | Giuseppe Di Stefano, Piero Campolonghi, Roberto Silva                      | Guido Picco                 | Palacio de Bellas Artes, 29 maggio                   |
|      | La traviata             | Giuseppe Di Stefano, Piero Campolonghi                                     | Umberto Mugnai              | Palacio de Bellas Artes, 3 giugno                    |
|      | Lucia di Lammermoor     | Giuseppe Di Stefano, Piero Campolonghi                                     | Guido Picco                 | Palacio de Bellas Artes, 10 giugno                   |
|      | Rigoletto               | Giuseppe Di Stefano, Piero Campolonghi                                     | Umberto Mugnai              | Palacio de Bellas Artes, 17 giugno                   |
|      | Tosca                   | Giuseppe Di Stefano, Piero Campolonghi                                     | Guido Picco                 | Palacio de Bellas Artes, 1º luglio                   |
|      | Norma                   | Mirto Picchi, Ebe Stignani, Giacomo Vaghi                                  | Vittorio Gui                | Royal Opera House-Londra, 18 novembre                |
|      | Macbeth                 | Enzo Mascherini, Italo Tajo, Gino Penno                                    | Victor de Sabata            | Teatro alla Scala, 7 dicembre                        |
| 1953 | Il trovatore            | Gino Penno, Ebe Stignani, Carlo Tagliabue                                  | Antonino Votto              | Teatro alla Scala, 23 febbraio                       |
|      | Medea                   | Carlos Guichandut, Gabriella Tucci, Mario Petri, Fedora Barbieri           | Vittorio Gui                | Teatro Comunale di Firenze 7 maggio                  |
|      | Aida                    | Kurt Baum, Giulietta Simionato, Jess Walters                               | John Barbirolli             | Royal Opera House, 10 giugno                         |
|      | Medea                   | Gino Penno, Maria Luisa Nache, Giuseppe Modesti, Fedora Barbieri           | Leonard Bernstein           | Teatro alla Scala, 7 dicembre                        |
| 1954 | Lucia di Lammermoor     | Giuseppe Di Stefano, Rolando Panerai, Giuseppe Modesti                     | Herbert von Karajan         | Teatro alla Scala, 18 gennaio                        |
|      | Alceste                 | Renato Gavarini, Paolo Silveri, Rolando Panerai                            | Carlo Maria Giulini         | Teatro alla Scala, 4 aprile                          |
|      | La Vestale              | Franco Corelli, Enzo Sordello, Nicola Rossi-Lemeni, Ebe Stignani           | Antonino Votto              | Teatro alla Scala, 7 dicembre                        |
| 1955 | Andrea Chénier          | Mario del Monaco, Aldo Protti                                              | Antonino Votto              | Teatro alla Scala, 8 gennaio                         |
|      | La sonnambula           | Cesare Valletti, Giuseppe Modesti, Eugenia Ratti, Gabriella Carturan       | Leonard Bernstein           | Teatro alla Scala, 5 marzo                           |
|      | La traviata             | Giuseppe Di Stefano, Ettore Bastianini                                     | Carlo Maria Giulini         | Teatro alla Scala, 28 maggio                         |
|      | Norma                   | Mario del Monaco, Ebe Stignani, Giuseppe Modesti                           | Tullio Serafin              | Auditorium della Rai-Roma 29 giugno                  |
|      | Lucia di Lammermoor     | Giuseppe Di Stefano, Rolando Panerai, Nicola Zaccaria                      | Herbert von Karajan         | Berlin Staatsoper, 29 settembre                      |
|      | Norma                   | Mario Del Monaco, Giulietta Simionato, Nicola Zaccaria                     | Antonino Votto              | Teatro alla Scala, 7 dicembre                        |
| 1956 | La traviata             | Gianni Raimondi, Ettore Bastianini                                         | Carlo Maria Giulini         | Teatro alla Scala, 19 gennaio                        |
|      | Il barbiere di Siviglia | Tito Gobbi, Luigi Alva, Nicola Rossi-Lemeni, Melchiorre Luise              | Carlo Maria Giulini         | Teatro alla Scala, 16 febbraio                       |
|      | Lucia di Lammermoor     | Gianni Raimondi, Rolando Panerai                                           | Francesco Molinari Pradelli | Teatro San Carlo, 22 marzo                           |
|      | Lucia di Lammermoor     | Giuseppe Campora, Enzo Sordello                                            | Fausto Cleva                | Metropolitan Opera, 8 dicembre                       |
| 1957 | Anna Bolena             | Gianni Raimondi, Nicola Rossi-Lemeni, Giulietta Simionato                  | Gianandrea Gavazzeni        | Teatro alla Scala, 14 aprile                         |
|      | Ifigenia in Tauride     | Francesco Albanese, Anselmo Colzani, Fiorenza Cossotto, Dino Dondi         | Nino Sanzogno               | Teatro alla Scala, 1º giugno                         |
|      | Lucia di Lammermoor     | Eugenio Fernandi, Rolando Panerai                                          | Tullio Serafin              | Auditorium della Rai-Roma, 26 giugno                 |
|      | La sonnambula           | Nicola Monti, Nicola Zaccaria, Fiorenza Cossotto, Mariella Angioletti      | Antonino Votto              | Großes Haus di Colonia, 4 luglio                     |
|      | La sonnambula           | Nicola Monti, Nicola Zaccaria, Fiorenza Cossotto, Edith Martelli           | Antonino Votto              | King's Theatre-Edimburgo, 21 agosto                  |
|      | Un ballo in maschera    | Giuseppe Di Stefano, Ettore Bastianini, Giulietta Simionato, Eugenia Ratti | Gianandrea Gavazzeni        | Teatro alla Scala, 7 dicembre                        |
| 1958 | La traviata             | Alfredo Kraus, Mario Sereni                                                | Franco Ghione               | Teatro Nacional de São Carlos di Lisbona, 27 marz    |
|      | La traviata             | Cesare Valletti, Mario Zanasi                                              | Nicola Rescigno             | Royal Opera House, 20 giugno                         |
|      | Medea                   | Jon Vickers, Elisabeth Carron, Nicola Zaccaria, Teresa Berganza            | Nicola Rescigno             | State Fair Music Hall di Dallas, 8 novembre          |
| 1959 | Il pirata               | Pier Miranda Ferraro, Costantino Ego                                       | Nicola Rescigno             | Carnegie Hall-New York, 27 gennaio                   |
|      | Medea                   | Jon Vickers, Joan Carlyle, Nicola Zaccaria, Fiorenza Cossotto              | Nicola Rescigno             | Royal Opera House, 30 giugno                         |
| 1960 | Poliuto                 | Franco Corelli, Ettore Bastianini, Nicola Zaccaria                         | Antonino Votto              | Teatro alla Scala, 7 dicembre                        |
| 1961 | Medea                   | Jon Vickers, Ivana Tosini, Nicolaj Ghiaurov, Giulietta Simionato           | Thomas Schippers            | Teatro alla Scala, 11 dicembre                       |
| 1964 | Tosca                   | Renato Cioni, Tito Gobbi                                                   | Carlo Felice Cillario       | Royal Opera House, 24 gennaio                        |
| 1965 | Tosca                   | Franco Corelli, Tito Gobbi                                                 | Fausto Cleva                | Metropolitan Opera, 19 marzo                         |
|      | Tosca                   | Renato Cioni, Tito Gobbi                                                   | Georges Prêtre              | Royal Opera House, 5 luglio                          |

### Raccolte
- Maria Callas - 100 Best Classics, 2006 EMI
- Pure Maria Callas, 2014 Warner
- Maria Callas - La Voix Du Siècle, 2010 EMI/Warner
- The Very Best of Maria Callas, 2003 EMI
- La Divina - Maria Callas, 1992 EMI
- Maria Callas - The Complete Studio Recordings, 1949/1969 Warner
- Callas Sings Arias from Verdi Operas, Warner
- Mad Scenes from Anna Bolena, Hamlet & Il pirata - Maria Callas, 1959 Warner
- Callas Portrays Verdi Heroines - Maria Callas/Nicola Rescigno, 1959 Warner
- In compagnia di Maria Callas - Arturo Basile/Gabriele Santini/Maria Callas, Warner
- Callas à Paris - More Arias from French Opera, 1963 Warner
- Callas Sings Great Arias from French Operas, Warner
- The Platinum Collection - Maria Callas, 2005 EMI
- Callas Forever, (colonna sonora), 2002 EMI
- Vissi D'Arte: The Puccini Love Songs - Maria Callas, EMI
- Birth of a Diva - Legendary Early Recordings - Maria Callas, Warner
- Lyric & Coloratura Arias - Maria Callas, EMI/Warner
- Popular Music from TV, Film and Opera - Maria Callas, EMI
- Maria Callas & Friends: The Legendary Duets, EMI/Warner
- The EMI Rarities - Maria Callas, EMI
- Mozart, Beethoven & Weber: Arias - Maria Callas/Nicola Rescigno/Orchestre de la Société des Concerts du Conservatoire, 1964 EMI/Warner
- The Callas Effect - Maria Callas, EMI
- Favourite Callas - Maria Callas, EMI
- Live in Amsterdam 1959 - Maria Callas/Nicola Rescigno/Orchestra reale del Concertgebouw, EMI/Warner
- Live In London 1958 and 1959 - Maria Callas/Royal Philharmonic Orchestra/Sir Malcolm Sargent, EMI/Warner
- Live In Milan 1956 and Athens 1957 - Maria Callas, EMI/Warner
- Rossini & Donizetti: Arias - Maria Callas, EMI/Warner
- Callas Sings Rossini & Donizetti Arias - Maria Callas, 1965 Warner
- Verdi: Arias II - Maria Callas, EMI/Warner
- Callas Sings Operatic Arias - Maria Meneghini Callas, 1955 Warner
- The Callas Rarities - Maria Callas, Warner
- Callas Sings Operatic Arias by Puccini - Maria Callas, 1954 Warner
- Callas Sings Verdi Arias - Maria Callas, 1964 Warner
- Callas at La Scala - Maria Callas, 1958 Warner
- La renaissance d'une voix, 2014 Warner

## Influenza culturale
Alla Callas sono stati intitolati il cratere Callas su Venere e l'asteroide 29834 Mariacallas. Le è inoltre stata dedicata una statua a San Giovanni Lupatoto.
Nel 1969 Pier Paolo Pasolini dedicò "alla Divina" la poesia intitolata Un affetto e la vita, pubblicata nella raccolta Trasumanar e organizzar.

## Onorificenze

### Repertori iconografici
- Maria Callas alla Scala. Arti Grafiche S. Pinelli, Milano 1997

### Teatro
- Terrence McNally, The Lisbon Traviata (La Traviata di Lisbona), 1989.
- Terrence McNally, Master Class, 1995.
- Antonio Moresco, Duetto, in Merda e luce, Milano, Effigie, 2007.

## Filmografia

### Film interpretati da Maria Callas
- Medea, regia di Pier Paolo Pasolini (1969) – doppiata da Rita Savagnone

### Film su Maria Callas
- E la nave va, regia di Federico Fellini (1983) – trasfigurazione poetica della vita di Maria Callas, e soprattutto del suo "culto"
- Callas Forever, regia di Franco Zeffirelli (2002) – sceneggiatura di Martin Sherman e Franco Zeffirelli, con Fanny Ardant, Jeremy Irons, Joan Plowright, Gabriel Garko, Jean Dalric, Gabriel Spahiu, Jay Rodan, Alessandro Bertolucci, Stephen Billington
- Callas e Onassis, regia di Giorgio Capitani – miniserie TV (2005) - con Luisa Ranieri nella parte del soprano, Gérard Darmon che interpreta Aristotele Onassis e Serena Autieri
- Maria by Callas (Maria by Callas: In Her Own Words), regia di Tom Volf – documentario (2017)
- L'isola di Medea. Pasolini e Callas, l'amore obliquo, regia di Sergio Naitza – documentario (2017)
- Callas - Parigi 1958 – a cento anni dalla nascita, presentato alla 18ª edizione della Festa del Cinema di Roma nella sezione "Storia del cinema", regia di Tom Volf, e solo al cinema il 5-6-7-8 novembre 2023, il concerto del debutto della Callas all'Opéra di Parigi nel 1958, docufilm musicale restaurato a colori in 4k[53][54]
- Maria Callas, lettere e memorie - Monica racconta Maria, regia di Tom Volf – docufilm dello spettacolo teatrale Maria Callas - Lettere e memorie, nei teatri tra il 2019 e 2023, dove Monica Bellucci interpreta la Callas, è presentato alla 18ª edizione della Festa del Cinema di Roma nella sezione "Storia del cinema" (2023)[55]
- Maria, regia di Pablo Larraín (2024) – sceneggiatura di Steven Knight, con Angelina Jolie nel ruolo del soprano durante gli ultimi anni della sua vita.[56]

### Scritti di Maria Callas
Di Callas rimangono molte lettere personali (al marito Giovanni Battista Meneghini e al padrino Leonidas Lantzounis innanzi tutto), memoriali inviati a riviste e giornali, ecc. Talune parti dei suoi carteggi, e in particolare alcune delle numerosissime lettere inviatele da Elsa Maxwell, compromettenti per molte personalità, sono state distrutte in parte dalla stessa Callas, in parte da suoi esecutori testamentari. Negli ultimi anni della sua vita tenne uno scarno diario, di cui Renzo Allegri riporta alcuni stralci in Callas by Callas (v. bibliografia più sotto). Un posto a parte, tra i suoi carteggi, occupano diverse lettere insultanti o minatorie, la gran parte anonime, che Callas custodì gelosamente fino alla fine dei suoi giorni (alcune di esse, le meno impubblicabili, si trovano ne La vera storia di Maria Callas, anch'essa di Renzo Allegri).
Ma l'opera più significativa consegnata alla carta stampata rimane la sbobinatura delle lezioni (le famose Master classes) che tenne alla Juilliard School nel 1972:
- John Ardoin (a cura di), Callas at Juilliard. The Master Classes, Knopf, New York 1987.

### Lessici
Cenni biografici su Maria Callas sono presenti su tutti i lessici musicali esistenti. Si indicano qui di seguito solo i lessici contenenti voci particolarmente meritevoli o per l'estensione o per il loro valore di riferimento.
- Grove's Dictionary of Music. Fifth edition by Eric Blom. London, Macmillan & Co. Ltd. / New York, St. Martin's Press, 1954. Vol. II
- Current Biography Yearbook 1956 (n° LXX). Edited by Marjorie Dent Candee. New York, The H. W. Wilson Company 1956.
- François-Lesure Michel / Vladimir François-Féodorov, Encyclopédie de la musique. Paris, Fasquelle 1958. Tome premier, A-E.
- Hugo Riemann, Musik-Lexikon. Zwölfte völlig neubearbeite Auflage in drei Bänden herausgegeben von Willibald Gurlitt. Mainz / London / New York / Paris, B. Schott's Söhne. Band 1: Personenteil A-K, 1959.
- Enciclopedia universal ilustrada Europeo-Americana. Suplemento anual 1959-1960. Madrid, Espesa Calpe S. A.
- K. J. Knisch / Leo Riemens, Unvergängliche Stimmen. Kleines Sängerlexikon. Bern / München, Francke Verlag, 1962.
- Internationale Bibliographie des Zeitschriftliteratur aus allen Gebieten des Wissens (IBZ), herausgegeben von Otto Zeller, Osnabrück. Felix Dietrich Verlag. Früher: Abt. A -- Bibliographie der deutschsprachigen Zeitschriftenliteratur ab 1896 (bd. 1) bis 1964 (bd. 128)
- Rodolfo Celletti (dir.), Le grandi voci. Dizionario critico-biografico dei cantanti con discografia operistica. Roma, Ist. per la collaborazione culturale, 1964.
- Horst Seeger, Musiklexikon. Leipzig, VEB Deutscher Verlag für Musik, 1966. Band 1: A-K.
- Guido M. Gatti / Alberto Basso, La musica. Parte seconda: Dizionario. Torino, UTET, Tomo V, A-Kyu, 1968.
- Günter Pössiger, Die Grossen Sänger und Dirigenten. Kurzbiographien der bedentendsten Sänger und des führenden Dirigenten, unserer Zeit mit den wichtigsten persönlichen Daten, Angaben über Ausbildung und künstlerische Entwicklung, über Stimmlage, Glanzpartien, Opernhäuser und internationale Erfolge. Um fangreiche Schallplattenhinweise auf liferbare historische und moderne Aufnahmen. Mit 55 Porträt - und Bühnen-fotos. Originalausgabe. München, Wilhelm Heyne Verlag, 1968.

### Biografie
- Evangelia Callas, My daughter Maria Callas. Fleet, New York 1960.
- Stelios Galatopoulos, Callas la Divina. Art that Conceals art-Cunningham, Londra 1963.
- Roland Mancini / Jean-Louis Caussou, Maria Callas. Sodal, Parigi 1964.
- Camilla Cederna, Chi è Maria Callas. Longanesi, Milano 1968; nuova edizione Maria Callas, a cura di Andrea Antonini, Calypso, Milano 2008.
- Jacques Lorcey, Maria Callas. PAC Editions, Parigi 1977.
- Denis Goise, Maria Callas, la Diva scandale. Guy Authier, Parigi 1978.
- Pierre-Jean Remy, Callas. Une Vie. Editions Ramsay, Parigi 1978.
- Steven Linakis, Diva: The Life and Death of Maria Callas. Prentice-Hall, New Jersey 1980.
- Arianna Stassinopoulos, Maria. Beyond the Callas Legend. Weidenfeld & Nicolson, Londra 1980
- Carla Verga, Maria Callas. Mito e malinconia. Bietti, Milano 1980.
- Christina Gastel Chiarelli, Maria Callas. Vita Immagini Parole Musica. Marsilio Editori, Venezia 1981.
- Giovanni Battista Meneghini, Maria Callas, mia moglie. Rusconi, Milano 1981
- Mario Pasi, Maria Callas: la donna, la voce, la diva. I.M.I. Edizioni, Milano 1981
- Jacques Lorcey, Maria Callas. D'Art & d'Amour. PAC Editions, Parigi 1983
- Martin Monestier, Maria Callas. Le livre du souvenir. Editions Sand, Parigi 1985
- David Lowe, Callas as they saw her. Ungar, New York 1986
- Carla Verga, Maria Callas. Un mito. Mursia, Milano 1986
- Melina Karakoulos, Maria Callas, la diva. Michel Lafon, Parigi 1987
- Giorgio Lise, Maria Callas 1923-1977. BE MA Editrice, Milano 1987
- Alan Sievewright, A tribute to Maria Callas. Pamino Publication, Londra 1987
- Nadia Stancioff, Maria. Callas remembered. Dutton, New York 1987
- Jackie Callas, Sisters. St. Martin Press, New York 1989
- Ettore Napoli, Maria Callas. Multiplo Edizioni, Milano 1989
- Gina Guandalini, Maria Callas. L'interprete, la storia. Armando Curcio Editore, Roma 1989
- Carlo Perucci / Michele Nocera / Giampietro Tintori, Omaggio a Maria Callas. J &R. Edizioni, Sirmione 1989
- Claude Dufresne, La Callas. Perrin, Parigi 1990
- Jurgen Kesting, Maria Callas. Claassen, Dùsseldorf 1990
- Renzo Allegri, La vera storia di Maria Callas. Arnoldo Mondadori, Milano 1991
- Iris Bunsch, Three female myths of the 20th century: Garbo, Callas, Navratilova. Vantage Press, New York 1991
- Alberto Petrolli, La divina Callas. Vita ed arte, pp. 464, ill. Ediz. Petrolli, Rovereto (Tn), feb. 1991.
- Janine Reiss, Maria Callas. Nathan Image, Parigi 1991
- Michael Scott, Maria Meneghini Callas. Simon & Schuster, Londra 1991
- Maria Di Stefano, Callas nemica mia. Rusconi, Milano 1992
- Michele Nocera, Ricordo di Maria Callas. Edizione Rosetum, Milano 1992
- Megao Musikes Athenos Mneme Maria Kallas. Megaron/Karelia, Atene 1993
- Bruno Tosi, Casta Diva: l'incomparabile Callas. Associazione Maria Callas, Venezia 1993
- Carla Verga, Vita di Maria Callas. Akademos & Lim, Lucca 1995
- Brigitte Pantis The Secret Son of Maria Callas. Facts and Fiction
- Lelait-Helo Daniel, Maria Callas. Vissi d'arte, vissi d'amore, Lindau, Torino 2009
- Tom Volf Callas Confidential, 2017, éditions de la Martinière
- Tom Volf Maria by Callas, 2017, éditions Assouline

### Studi
- Eugenio Gara/Roger Hauert, Maria Callas, les grandes interprètes. Kister, Ginevra 1957.
- Friedrich Herzfeld, Maria Meneghini Callas oder Die grosse Primadonna. Rembrandt, Berlino 1959.
- (EN)  René Leibowitz, Le secret de la Callas. Paris, 1959, The Secret of Maria Callas, traduzione dal francese di Bruce Charles
- Jellinek George, Callas. Portrait of a Prima Donna. Ziff Davis, New York 1960.
- Leo Riemens, Maria Callas. Bruna & Zoon, Utrecht 1960.
- Marika Palesti, Diatiproora katastrephete e foni opos ke tis Kallas. Marika Palesti, Atene 1962.
- M.T. Picchetti / M. Teglia, El arte de Maria Callas como metalenguaje. Editorial Bocarte, Buenos Aires 1969.
- Giacomo Gambetti, Medea. Un film di Pier Paolo Pasolini. Garzanti, Roma 1970.
- John Ardoin / Gerald Fitzgerald, Callas, the Art and the Life. The great Years. Holt, Rinehart & Winston, New York 1974.
- Maria Jurik, Callas. Editio Supraphon, Praga 1975.
- Henry Wisneski, Maria Callas. The Art beyond the Legend. Doubleday & Comp., New York- Hale—Londra 1975.
- Stelios Galatopoulos, Callas, Prima Donna Assoluta. Allen, Londra 1976.
- John Ardoin, The Callas Legacy. Seribner, New York 1977. Rist.: The Callas Legacy. The complete guide to her recordings on compact disc, fourth edition. Duckworth, Londra 1995.
- Leonardo Bragaglia, L'arte dello stupore. Omaggio a Maria Callas. Bulzoni Editore, Roma 1977; nuova edizione aggiornata Persiani Editore, Bologna 2006.
- Roland Mancini et al., Spécial Maria Callas, in Opera International, Parigi 1977.
- André Tubeuf et al., Maria Callas, in Lyrica, nº 38, Boulogne 1977
- Sergio Segalini, Callas, les images d'une voix, Francis Van deVelde, Parigi 1979.
- Vasili Nikolaides, Maria Kallas oi Metamorphosis mias Technis. Kedros, Atene 1982
- André Tubeuf et al., Maria Callas. Ses recitals 1954-1969, in L'Avant scène, n. 44, Parigi 1982
- Polyvios Marchand, Maria Callas i elleniki stadiodromia tis chroniko. Ekdosis Gnoseis, Atene 1983
- Gina Guandalini, Callas, l'ultima diva. Edizioni Eda, Torino 1987
- Alberto Petrolli, Callas souvenir. Ricordi autobiografici, pp. 168, ill. Ediz. Petrolli, Rovereto (TN), nov. 1987.
- Réal La Rochelle, Callas. La Diva et le Vinyle. Editions Tryptyque, Montréal 1987
- Attila Csampai, Callas: Gesichte eines Mediums. Schirmer-Mosel, Monaco 1993
- Michele Selvini, et al., Callas, (Grandi voci alla Scala n°. 6), Massimo Baldini Editore, Appiano Gentile 1993
- Michael Brix, Auffurungen / Performances. Schirmer-Mosel, Monaco 1994
- Eleni Kanthou, Maria Callas die Interpretin. Leben und Wirken. Noetzel, Wilhelmshaven 1994
- Menes Koumantareas, Thumamai ten Maria. Ekdosis Kastaniotis, Atene 1994
- Nikos Bakunakis, Callas Medea. Megaron Ekdosis, Atene 1995
- Vasili Nikolaides, Maria Kallas, oi metamorphoscis mias technis. Ekdosis Bastas-Plessas, Atene 1995
- Michele Selvini / Giancarlo Landini, Maria Callas (Grandi voci alla Scala n.° 3). Fabbri Editori, Milano 1995
- Antonio M. Bernalte Calle, Maria Callas y el arte del bel canto (1949-1953). Padilla Libros Editores, Sevilla 1997
- Réal La Rochelle, Callas. L'opéra du disque. Christian Bourgois, Parigi 1997
- Maria Callas, la voix du siècle, in Le Monde de la Musique, Parigi 1997
- Jacques Lorcey, L'art de Maria Callas. Atlantica, Biarritz 1999
- Stephen Hastings, Maria Callas. La formazione dell'Artista (1923-1947), Zecchini Editore, Varese 2023, ISBN 978-88-6540-410-2

### Opere varie
- Anne Edwards, La Divina, Morrow, New York 1994 (romanzo).
- F. Tripeleff, Un amore di Maria Callas, Liber internazionale, Padova 1994.
- Alma H. Bond, The autobiography of Maria Callas: a novel, Birch Book Press, Delhi/New York 1998 (romanzo)
- Eric-Emmanuel Schmitt, La rivale. Un racconto su Maria Callas, Edizioni E\O 2007 (racconto)
- Alfonso Signorini, Troppo fiera, troppo fragile. Mondadori, Milano 2007 (romanzo)
- Paola Capriolo, Maria Callas, EL, Trieste 2007, illustrazioni di Alessandra Scandella (romanzo)
- Adriano Bassi, Maria Callas. Opera in 1 Atto Musica e Libretto di Adriano Bassi, rappresentata al Teatro Rosetum Milano, 22 novembre 2002
- Adriano Bassi: Maria Callas: Una Donna, Una Voce, Un Mito opera in 1 Atto Musica e Libretto di Adriano Bassi Regia di Beatrice Bassi rappresentata l'11 Novembre 2017
- agli Amici del Loggione del Teatro alla Scala Milano - Milano